# 横浜ビー・コルセアーズ
横浜ビー・コルセアーズ（よこはまビー・コルセアーズ、英: Yokohama B-Corsairs）は、神奈川県横浜市をホームタウンとするプロバスケットボールチーム。運営法人は株式会社横浜ビー・コルセアーズ。2010年に創設され、現在はB1リーグの中地区に所属している。

## 概要

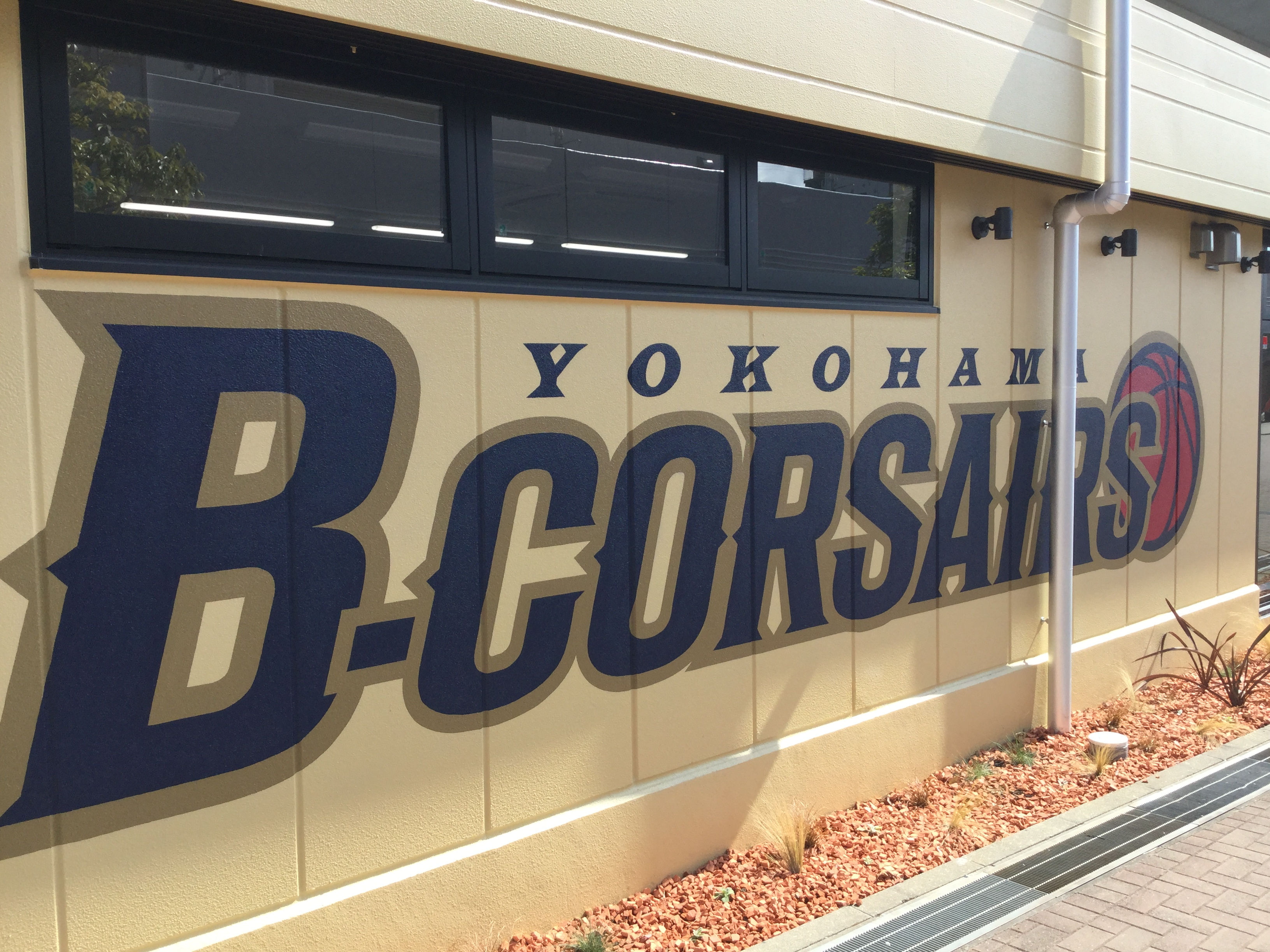
2017年3月11日撮影 ビーコルセンターにて

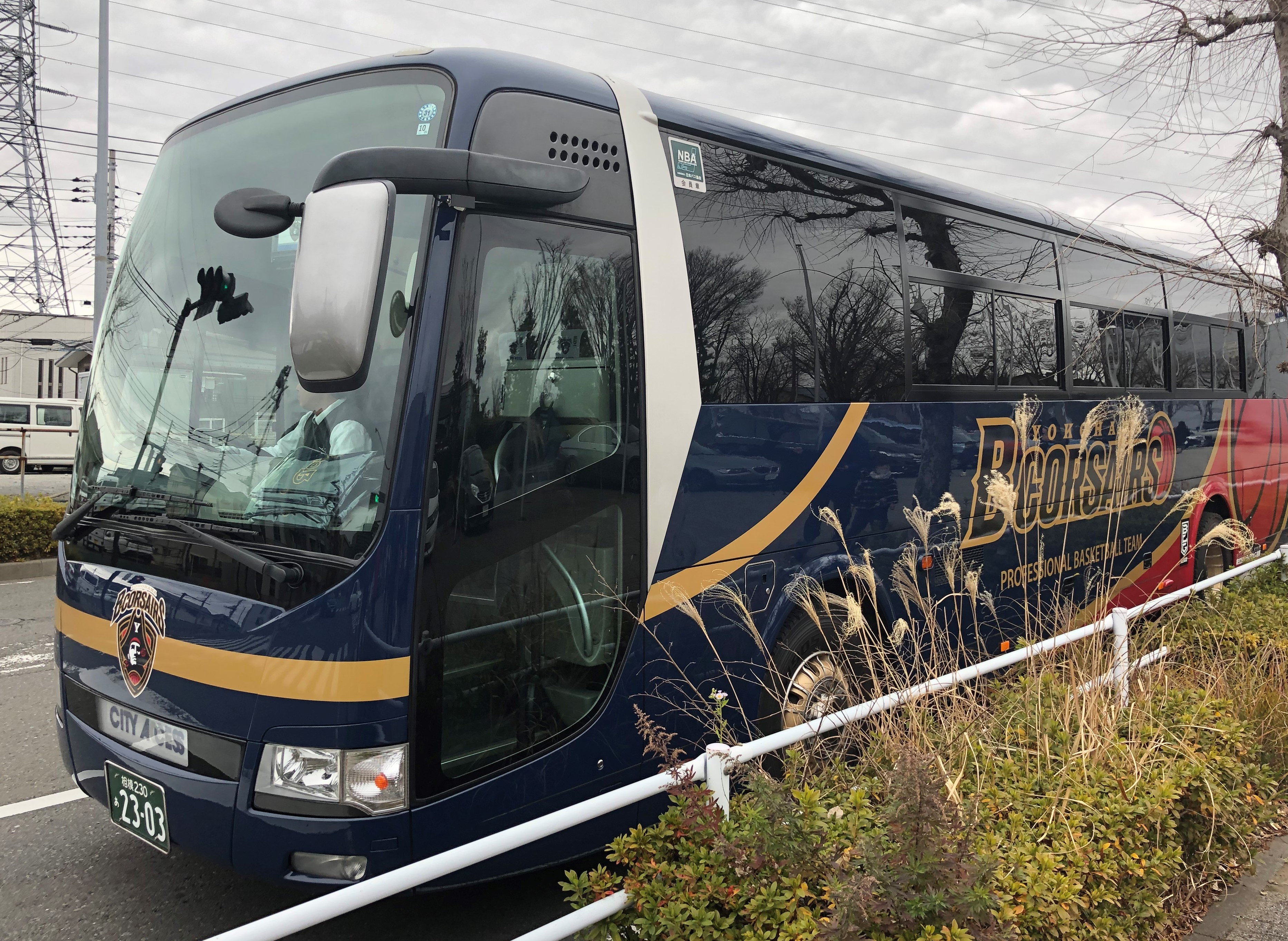
2019年1月6日撮影 ビーコル選手バス

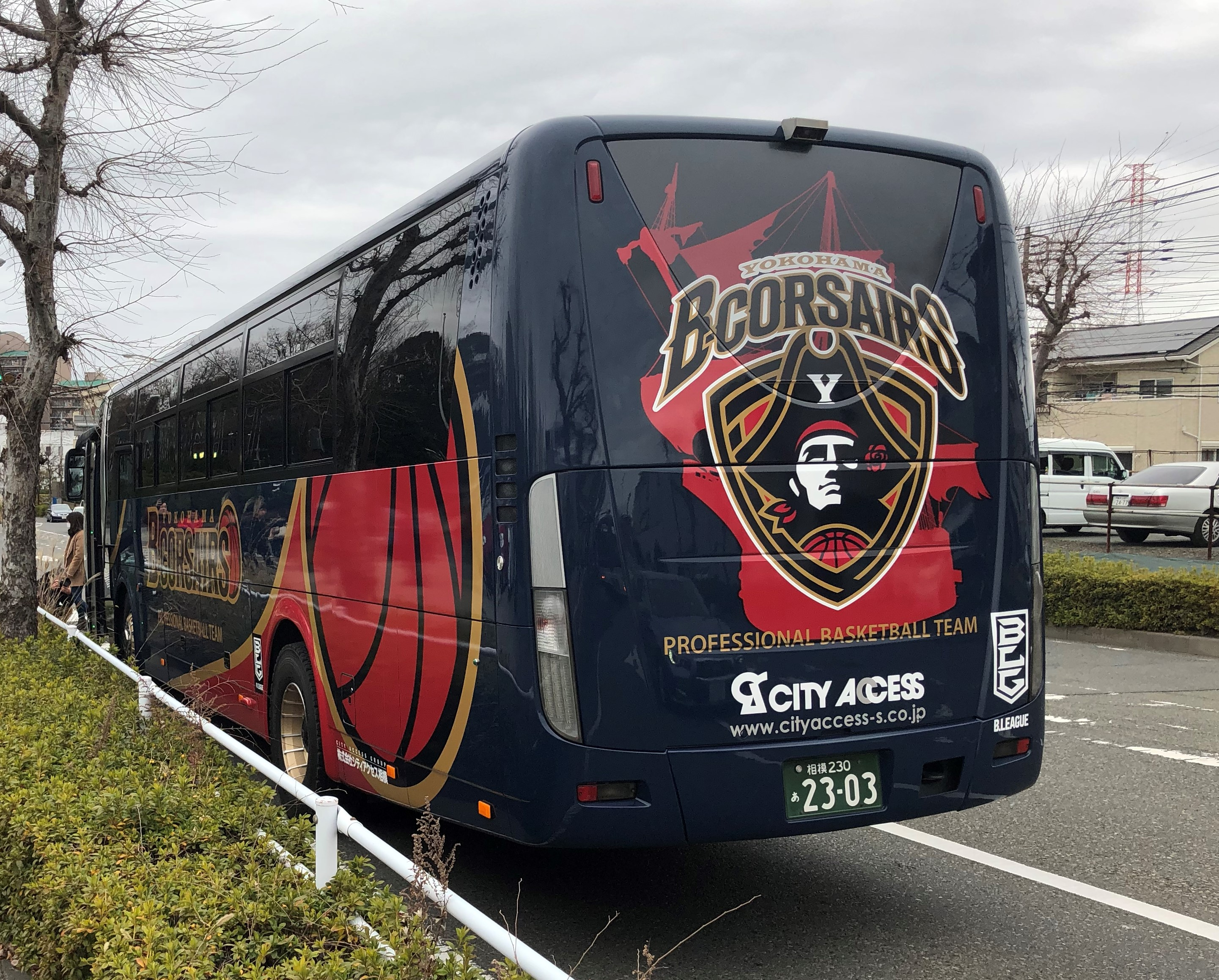
2019年1月6日撮影 ビーコル選手バス

神奈川県横浜市をホームタウンとして活動する、神奈川県初のプロバスケットボールチームである。ホームアリーナは横浜国際プール。
チーム名の「ビー・コルセアーズ」（B-CORSAIRS）の「B」は「ベイ」「バスケットボール」「ブルー」などの頭文字、「コルセア」は英語で「海賊」「海賊船」を意味する。
2010年にチームが設立され、bjリーグに参入した。日本のプロバスケットボールリーグのB.LEAGUEへの統一に伴って2016年からB.LEAGUEに参入した。
チームカラーは横浜の海と強さを表す濃紺（メインカラー）及び赤、白、金（ポイントカラー）。エンブレムは、海賊帽の形自体をモチーフとし、海賊帽の縁が「ハ」の字、エンブレムの溝が「マ」の字を形作っている。また、横浜の市花であるバラを取り入れている。
2015年10月5日以降の運営会社は株式会社横浜ビー・コルセアーズである。

### ユニホームスポンサー （2025-26シーズン）
- サプライヤー:SPALDING
- 前面：岩崎学園（左肩）、興和（中央、「シンクロンコーワ」明記）
- 背面：ウエインズトヨタ神奈川（背番号上部)
- パンツ:さくらメディカル整骨院グループ（右前上）、誠行社（右前中央）、ワンド（右前下）、TML（左前上）、サザンインターナショナル(左前下)、AOKIホールディングス（左後ろ）

### 歴代ユニフォーム
| HOME      | HOME      | HOME      | HOME      | HOME      |
| --------- | --------- | --------- | --------- | --------- |
| 2017 - 18 | 2018 - 19 | 2019 - 20 | 2020 - 21 | 2021 - 22 |
| 2022 - 23 | 2023 - 24 | 2024 - 25 | 2025 - 26 |           |
|           |           |           |           |           |

| AWAY      | AWAY      | AWAY      | AWAY      | AWAY      |
| --------- | --------- | --------- | --------- | --------- |
| 2017 - 18 | 2018 - 19 | 2019 - 20 | 2020 - 21 | 2021 - 22 |
| 2022 - 23 | 2023 - 24 | 2024 - 25 | 2025 - 26 |           |
|           |           |           |           |           |

| Other                             | Other         | Other         | Other                                   | Other                            |
| --------------------------------- | ------------- | ------------- | --------------------------------------- | -------------------------------- |
| 2020 - 21 3rd 10周年記念          | 2021 - 22 3rd | 2022 - 23 3rd | 2023 - 24 3rd YOKOHAMA TRADITIONAL DAYS | 2024 - 25 3rd YOKOHAMA CITY BLUE |
| 2024 - 25 YOKOHAMA WEINS BLUE DAY |               |               |                                         |                                  |
|                                   |               |               |                                         |                                  |

### マスコット
海賊の少年「コルス」。プライマリーロゴに描かれた海賊「Mr.CORSAIR」の息子という設定。

### ホームアリーナ

#### 2011～2016（bjリーグ時代）
| レギュラーシーズン | レギュラーシーズン                   | 11-12 | 12-13 | 13-14 | 14-15 | 15-16 |
| ------------------ | ------------------------------------ | ----- | ----- | ----- | ----- | ----- |
| 横浜・川崎         | 横浜国際プール                       | 12    | 10    | 6     | 4     | 4     |
| 横浜・川崎         | 横浜文化体育館                       | 5     | 3     | 2     | 2     | 4     |
| 湘南               | トッケイセキュリティ平塚総合体育館   | 4     | 8     | 8     | 10    | 10    |
| 湘南               | スカイアリーナ座間                   | 1     | 2     | 4     | 6     | 6     |
| 湘南               | 海老名運動公園総合体育館             | -     | 1     | 2     | -     | 2     |
| 湘南               | 日本大学生物資源科学部体育館（藤沢） | -     | -     | -     | 2     | -     |
| 湘南               | 綾瀬市民スポーツセンター             | -     | -     | -     | 2     | -     |
| 三浦半島           | 横須賀アリーナ                       | 2     | 2     | 2     | -     | -     |
| 西湘               | 小田原アリーナ                       | 2     | -     | 2     | -     | -     |
| ホーム試合数計     | ホーム試合数計                       | 26    | 26    | 26    | 26    | 26    |

- プレイオフ・カンファレンスセミファイナル（11-12, 12-13）: 横浜文化体育館

#### 2016～（B.LEAGUE時代）
| レギュラーシーズン | レギュラーシーズン                 | 16-17        | 17-18        | 18-19         | 19-20        | 20-21         | 21-22         | 22-23       | 23-24       |
| ------------------ | ---------------------------------- | ------------ | ------------ | ------------- | ------------ | ------------- | ------------- | ----------- | ----------- |
| 横浜               | 横浜国際プール                     | 24           | 22           | 24            | 17           | 23            | 20            | 25          | 23          |
| 横浜               | 横浜文化体育館                     | 4            | 4            | 3             | 1            | -             | -             | -           | -           |
| 横浜               | 横浜武道館                         | -            | -            | -             | -            | 2             | 3             | 2           | -           |
| 横浜               | 横浜BUNTAI                         | -            | -            | -             | -            | -             | -             | -           | 5           |
| 湘南               | トッケイセキュリティ平塚総合体育館 | 2            | 4            | 3             | 1            | 5             | 5             | 3           | 2           |
| ホーム試合数計     | ホーム試合数計                     | 30           | 30           | 30            | 19           | 30            | 28            | 30          | 30          |
| 平均観客数         | 平均観客数                         | 3,009人(6位) | 3,102人(5位) | 3,097人(10位) | 3,105人(9位) | 1,376人(13位) | 1,649人(14位) | 3694人(6位) | 4799人(6位) |

1. ↑  この他として、プレーオフ　B1残留プレーオフ1回戦　対西宮ストークスGAME1, 2, 3（17-18）: 横浜文化体育館
2. ↑  この他として、B1残留プレーオフ1回戦　対レバンガ北海道GAME1, 2, 3（18-19）: トッケイセキュリティ平塚総合体育館
3. ↑  10月12日に横浜文化体育館で予定されていた第2節秋田戦は令和元年東日本台風上陸のため2020年2月12日横浜国際プールでの開催に振替になった[8]
4. ↑  3月7,8日 23節渋谷戦（横浜国際プール）、11日 27節富山戦（横浜国際プール）、21日 29節三遠戦（横浜国際プール）、25日 30節富山戦（横浜国際プール）、4月1日 32節三河戦（横浜国際プール）、4,5日 33節富山戦（トッケイセキュリティ平塚総合体育館）、11,12日 35節新潟戦（横浜文化体育館）は新型コロナウイルスの日本国内での感染拡大防止のため中止になった[9]
5. ↑  2022年1月8,9日に横浜国際プールで予定されていたアルバルク東京戦は、アルバルク東京所属選手1名の新型コロナウイルス感染症陽性判定の影響でアルバルク東京が「B1・B2リーグ戦試合実施要項 第6条第3項第3号」に規定する試合エントリー要件を充足できないことが判明したため、「Bリーグ規約 第55条第2項第2号」に則り開催中止となり[10]、2022年2月13,14日トッケイセキュリティ平塚総合体育館での開催に振替になった[11]。
6. ↑  1月29,30日に横浜国際プールで予定されていた千葉ジェッツ戦は、千葉ジェッツ所属選手4名とチームスタッフ1名の新型コロナウイルス感染症陽性判定を受け、管轄保健所による濃厚接触者の調査を行なった結果、千葉ジェッツ所属選手9名が濃厚接触者と判定され、「B1・B2リーグ戦試合実施要項 第6条第3項第3号」に規定する試合エントリー要件を充足できない為、「Bリーグ規約 第55条第2項第2号」に則り、開催中止が決定した[12]
7. ↑  2020年9月6日閉館
8. ↑  2020年7月24日開館
9. ↑  2024年開館

### チーム運営
2010年の結成時の球団運営は、横浜スポーツエンタテインメント株式会社（略称YSE）が担当しており、同社オーナーの廣田和生 による個人オーナー球団だった。チーム結成から2013年の経営危機までは「廣田和生」の記事、経営危機から再建までは「岡本尚博」の記事を参照。2013年の経営危機以降はバディ企画研究所が筆頭株主になり、ブースターからも株主を公募した。経営再建に際しては選手契約や試合運営を含め球団運営を大手広告通信社に全面委託しており、2021年までは球団社長および代表は大手広告通信社の社員が務めていた。2022年7月のバディ企画研究所からウエインズグループへ株式が譲渡により、筆頭株主はウエインズグループに移動した。
ウエインズグループ以外の大手株主はピー・ビー・アイ。
2023年現在、球団運営およびチアチームの練習拠点はセンター北駅のビーコルセンター、チームの練習拠点は磯子区滝頭のたきがしら会館におかれている。

## 歴史

### 設立まで
2010年3月に新バスケチームの運営会社となる横浜スポーツエンタテインメント（YSE）株式会社（代表取締役: 廣田和生、資本金5,000万円）が設立。7月2日にチーム母体となる神奈川県プロバスケットボールチーム設立委員会（委員長: 廣田和生）が設立された。2010年8月26日に2011-12シーズンからのbjリーグへの参入が承認された。設立経緯の詳細は「廣田和生」を参照。参入決定後、チーム名とチームカラーの一般公募を行い、455案のチーム名候補が寄せられたが「応募された候補からチーム名を選ぶのではなく、寄せられた応募名の頭文字を組み合わせて言霊になる言葉を選んだ」との理由で、公募案は不採用となり設立委員会案である｢ビー・コルセアーズ｣が選出された 。10月22日に横浜メディア・ビジネスセンターで行われたブースターパーティーで、新チーム名を「横浜ビー・コルセアーズ」、チームカラーをネイビーブルーとする事を発表した。チームロゴも公募を行い2011年1月7日に行われたブースターパーティで発表された。

### bjリーグ

#### 2011-12シーズン
経営陣および指導者は、球団代表は運営会社のオーナーで代表取締役である廣田和生、GMにはチーム発足から関わった神奈川県バスケットボール協会の事務局長で元日本代表の小川直樹、桜美林大学からのインターンシップを経て、広報の石合未夏が入団した。
HCには、元NBAプレイヤーでサザンメソジスト大学・SMU Mustangs前ACのレジー・ゲーリーが就任した。ACには、前季で大阪を引退した勝久マイケルが就任した。マネージャー兼アシスタントアスレティックトレーナーには京都から宮内彩が加入した。
bjリーグドラフト会議2011では、エクスパンション・ドラフトは1巡目で指名放棄し、新人ドラフト1巡目（全体1位）でJBL・栃木の山田謙治。2巡目に関東学院大学のファイ・パプ・ムール、3巡目に日立の山田哲也、育成ドラフト1巡目に宮崎とアーリーチャレンジ契約を結んでいた月野雅人を指名した。個別交渉の結果、球団の第一号選手として山田謙治とファイ・パプ・ムールが入団した。
また、JBL・三菱電機から元日本代表の堀田剛司と蒲谷正之、前所属の東京Aが活動停止になり7月2日に実施された入団トライアウト を経て入団した木村実、大分から青木勇人、TGI D-RISEから久山智志が入団した。久山以外は神奈川県の出身である。また練習生として関東学院大学キャプテンの河野誠司が入団した。
外国籍選手はNCAA1部・Pac-10 南カリフォルニア大学からDefensive Player of the Year (2011)を受賞したマーカス・シモンズ、NBAデベロップメント・リーグ・スプリングフィールド・アーマーからチェイス・マクファーランド、NCAA1部・ビッグ・イースト・カンファレンスのセント・ジョンズ大学からBest 6th man of the Year (2011)を受賞したジャスティン・バーレル、開幕直前にはカメルーン/アメリカ国籍のジーオー・シェイが入団した。
10月8日、ホームの横浜文化体育館に前季王者の浜松を迎えて参入初年度のシーズンが開幕。開幕戦はオーバータイムの末に敗れたが、翌日の同カード2戦目でチーム初勝利を挙げた。シーズン序盤はレジー・ゲーリーのシステムの浸透に時間がかかった事と、横浜のインサイド中心のオフェンスに対しての相手チームの対策に効果的な対抗ができずに勝率5割のラインを行き来する戦績だった。2012年2月には、ジーオー・シェイが退団、イスラエルのElitzur Yavne B.C.からドゥレイロン・バーンズが加入、またリーグの改定された新人選手契約制度により関東学院大学在学中の前田陽介が入団した。
後半戦に入ると、3月25日の千葉戦から4月29日の仙台との最終戦まで9連勝を記録するとともに東地区2位に浮上してプレイオフカンファレンスセミファイナルのホーム開催権を獲得。カンファレンスセミファイナルでは秋田を2勝1敗で降してファイナルズに進出、カンファレンスファイナルでは東地区1位の浜松に87-78で敗れたが、3位決定戦で京都に75-66で勝利して総合3位で終わった。
シーズンMVP、ベスト5にジャスティン・バーレル、最優秀コーチにレジー・ゲーリーが選出された。
観客動員数は、1試合平均で1050人だった。
参入初年度から競技では好成績を収める一報で経営は当初から苦境に立たされている。2011年3月11日の東日本大震災の影響などの影響で予定していたスポンサー収入の1/10しか資金が集まらなかった。このため参入時の目玉として計画していたテレビ神奈川での試合中継も番組スポンサーが付かず実現しなかった。また後援法人26団体のうち横浜市の地元企業は３割以下であり、地元の横浜経済界からの支持も十分に得られていなかった。リーグ参入の中止や延期も考えられる状況であったが、発起人である廣田和生は｢（bjリーグへの）参入の権利を得たからには続ける義務がある。｣として予定通りのチーム発足を進めた。スポンサーが集まらない分観客動員を収入の柱にする経営計画にシフトしたが、実際には観客動員でも苦戦が続いた。神奈川県は37,000人という全国有数のバスケットボール競技人口を抱えており、神奈川県バスケットボール協会のバックアップを得ることで１試合で1000人程度のバスケットボール競技者の観戦として見込んでいたが、実際には競技者の割合は半分の500人程度にとどまった。さらに運営会社の横浜スポーツエンタテインメントのレンタルコート事業が不振で採算ラインに乗らなかったこともあり、参入前から極めて厳しい資金難に直面していることが報じられた。

#### 2012-13シーズン
経営陣および指導者に変更はなく、前シーズンからの継続でレジー・ゲーリーがHC、勝久マイケルがACを務める。
bjリーグドラフト会議2012では、アーリーエントリーで関東学院大学の前田陽介と契約したため、新人ドラフト1巡目は対象外、2巡目は指名放棄した。
外国籍選手はマーカス・シモンズ、ジャスティン・バーレル、チェイス・マクファーランドが退団し、岩手からトーマス・ケネディ、高松からポール・ビュートラックが加入した。
日本人選手は2011-12シーズンの全選手が継続契約となった上で、前シーズンは練習生の河野誠司が選手契約となった。シーズン中の2012年12月にポール・ビュートラックが豊田通商（JBL2）に移籍し、岩手からショーン・マロイが入団した。
レギュラーシーズン開幕前の9月には台湾で行われたABAクラブチャンピオンシップにbjリーグ推薦で出場したが４チーム中４位の最下位に終わった。
レギュラーシーズンは開幕節で埼玉に連勝、2012年12月から2013年1月にかけて9連勝で一度は単独首位に立ったが、新潟、群馬に連敗で一度は3位に後退 したが、5連勝で首位新潟を追走 した。しかし2月にドゥレイロン・バーンズが怪我で戦列を離れた事で得点力が落ち、勝ち負けの繰り返しが続く。
3月19日にドゥレイロン・バーンズが怪我から復帰すると、3月19日〜23日の5日間に4戦を行うハードスケジュールを４連勝して再び首位新潟を追撃し、最終戦を前に1位新潟、1ゲーム差で岩手、富山と並ぶデッドヒートの中で勝利。首位新潟には届かなかったが岩手、富山を得失点差で上回り東地区2位でプレーオフに進出を決めた。
プレーオフ・カンファレンスセミファイナルでは3位の富山を2勝1敗で破ると、カンファレンスファイナルの新潟戦では第4Q残り5秒52-52の状況からドゥレイロン・バーンズがブザービーターを決めてファイナルに進出。ファイナルでは福岡を101-90で破り、参入2季目、関東チーム初のリーグ優勝を達成。最高3ポイントシュート成功率、プレーオフMVPはファイナルで35得点をマークした蒲谷正之、ベスト5にドゥレイロン・バーンズが選出された。
2012年11月には横浜DeNAベイスターズの親会社であるDeNAとオフィシャルタイアップパートナー契約を結んだ。
観客動員数は、1試合平均1200人で前期より14%増加した。
チームが最高成績を収めた一方で経営状態は悪化の一途を辿り、シーズン後半にはおよそ3億円もの未払い金や借入金を抱えていた。チーム運営は危機的な状況でチームを優勝に導いたレジー・ゲーリーHCとの契約も更新できない状況が報じられた。
球団の収入は目標額の1億5000万円の4割に留まり、債務超過と運用資金ショートは深刻で経営破綻に陥る寸前だった事から、横浜経営陣の要請でbjリーグが横浜の経営に介入することになり、2013年5月には選手契約や試合運営を含め、球団運営を現経営陣から大手広告通信社に３年契約で全面委託することになった。以後は大手広告通信社が横浜ビー・コルセアーズの経営を担当することになる、チーム消滅を回避するために大手広告通信社のリードで「横浜リバイバルプラン」を発表した。、2013年6月に球団オーナーの保有している株式（1680株）の全てを一旦YSEに無償譲渡した上で、51％をバディ企画研究所に無償譲渡して代わりに同社より融資を受け、残りの株式の一部を一般公募で売却することで運用資金の調達を行った。運営拠点は大手広告通信社内と横浜バディスポーツ幼児園センター南校内に２箇所に移転した。この時の財政危機の詳細は「廣田和生」の記事を参照の事。

#### 2013-14シーズン
前シーズンの経営危機を経て、経営陣および指導者は刷新された。球団運営は横浜スポーツエンタテインメント（YSE）株式会社から大手広告通信社に委託され、大手広告通信社の岡本尚博がエグゼクティブプロデューサー、植田哲也が新球団代表、高橋進がビジネスオペレーション部 チーフオフィサーに就任した。旧経営陣からは旧球団代表およびYSE社長の廣田和生が球団会長に職務変更となった。指導者はレジー・ゲーリーHCが退任し、勝久ACが新HCに就任した。また青木勇人が現役を引退しACに就任した。マネージャー兼通訳として松尾直哉が就任した
bjリーグドラフト会議2013では、新人ドラフト1、2巡目は指名放棄した。
外国籍選手は、4人全員が退団し、トーマス・ケネディとショーン・マロイが島根、ドゥレイロン・バーンズが沖縄、ファイ・パブ・ムールが千葉に移籍した。日本人選手は木村実が岩手に移籍した。
新加入は、富山から堀川竜一、千葉からマークゥィース・グレイ、信州からウェイン・マーシャル、NBADL・メイン・レッドクローズからオマー・リードと契約した。2013年12月に前シーズンに横浜に所属したマーカス・シモンズと再契約した。2013年のトライアウトでコンコーディア大学アーバイン校から兵頭健斗が練習生として入団し、シーズン途中の2014年2月には改めて選手として契約した。
シーズンは序盤から勝率5割のラインを推移し、マーカス・シモンズが復帰した2013年末に4連勝して白星を先行させたが、2014年1月には4連敗を喫し、以後は白星が先行することはなかった。シーズン後半までプレイオフ圏内争いに加わったが、最終的には24勝28敗でプレイオフ圏内の6位に3ゲーム差のイースタン7位に終わり、チーム創設3シーズン目にして初めてプレイオフ進出を逃した。

#### 2014-15シーズン
経営陣および指導者は変動はなく、HCは勝久マイケル、ACは青木勇人が継続契約となった。マネージャー兼アシスタントアスレティックトレーナーの宮内彩がアスレティックトレーナーに専念とする職務変更があった。
bjリーグドラフト会議2014では、新人ドラフト1、2巡目は指名放棄した。
外国籍選手は、オマー・リード、マークィース・グレイ、マーカス・シモンズが退団し、オマー・リードは広島、マークィース・グレイはメキシコCIBACOPAのRayos de Hermosillo、マーカス・シモンズはNBA Dリーグのフォートウェインマッドアンツに移籍した。日本人選手は、堀田剛司が現役を引退した。
信州から齊藤洋介、イタリア2部Serie A2 Basket(DNA Gold Basket)のAget Service Imolaからウォーレン・ナイルズ、仙台からジャーフロー・ラーカイが加入した。横浜ギガスピリッツからは西谷亮一が練習生として入団した。
シーズン開幕の5試合は3勝2敗とまずまずの戦績だったが、10月19日の青森戦においてウェイン・マーシャルが膝を負傷、11月15日の福岡戦で悪化させて離脱。11月23日の岩手戦でジャーフロー・ラーカイが膝を打撲したことで、出場可能な外国籍選手はウォーレン・ナイルズだけになった。横浜は練習生の西谷亮一と11月29日の奈良戦前日に契約を締結して急場を凌ぐとともに12月4日にはDリーグ・オースティン・スパーズからカイル・マーシャルを獲得したが、外国籍3人が同時出場可能なレギュレーションのbjリーグを外国籍選手2人で戦うのは非常に厳しく、実際に横浜が外国籍選手2人になった11月15日から12月末までの成績は2勝12敗と大きく負け越し、この時にチームワーストの12連敗を喫した。
12月20日の新潟戦でジャーフロー・ラーカイが復帰、2020年1月15日には長野からカール・ホールを獲得した。さらに1月17日にはウェイン・マーシャルが復帰したことでインサイドの強さを取り戻したチームが復調を果たし、プレーオフ進出圏内をリーグ最終盤まで争ったが、終盤戦では重要な試合での敗戦が重なり、最終的にはプレーオフ圏内の8位には1ゲーム差で届かず、2年連続でプレイオフ進出を逃すイースタン10位でシーズンを終了した。
ることはなかった。シーズン後半までプレイオフ圏内争いに加わったが、最終的には24勝28敗でプレイオフ圏内の6位に3ゲーム差のイースタン7位に終わり、チーム創設3シーズン目にして初めてプレイオフ進出を逃した。
観客動員数は、1試合平均で1439人だった。
球団経営としては、資本金を5000万円から8400万円に増資して経営体力を安定させ、営業収入も経営危機前の目標であった1.4億円に到達するなど経営再建に向けて着実な成果を上げたシーズンだった。

#### 2015-16シーズン
2016年からのB.LEAGUE開幕に伴い、このシーズンがbjリーグの最終シーズンとなる。
経営陣および指導者に大きな変更があった。2013年の経営危機以降、横浜スポーツエンタテインメント（YSE）が大手広告通信社に球団運営を委託する形だったが、この年にYSEは解散となり、2015年10月5日付けで新運営会社・株式会社横浜ビー・コルセアーズが発足した。2013年からエグゼクティブプロデューサーとして横浜ビー・コルセアーズの経営に参画してきた大手広告通信社の岡本尚博が代表取締役CEOに就任し、球団発足時からの旧経営陣は、新運営会社および球団経営からは手を引くことになった。また新会社では銀行出身の平野武史が取締役に就任し、財務を担当する体制となった。
指導者は勝久HCが退任し、青木ACがHCに昇格した。このシーズンはACが空席となった。
外国籍選手は全員退団し、ウェイン・マーシャルは島根、ジャーフロー・ラーカイはイギリスに渡りマンチェスター・ジャイアンツ、ウォーレン・ナイルズはDリーグのオクラホマシティ・ブルー、カイル・マーシャルはスペイン2部LEBオロのActel Forca Lleidaに移籍した。日本人選手は、齊藤は信州、久山は広島に移籍した。前季途中に練習生契約から選手契約に移行した西谷亮一は、2015-16シーズンは再度練習生契約となった。
新加入は、元信州のエマニュエル・ウィリス、フィンランドKorisliigaのKTP Basketからコーリー・ジョンソン、ドイツのサイエンスシティ・イェーナからジョーダン・ヘンリケス・ロバーツ、富山から稲垣敦、順天堂大学から喜久山貴一が入団した。
開幕6試合で3勝3敗と5分のスタートとなったが、エマニュエル・ウィリスがチームにフィットせずに開幕から一ヶ月足らずの10月20日に退団。10月24日に前シーズン終了後に退団していたカール・ホール、10月31日に広島に移籍した久山と再契約しチームに復帰した。シーズン序盤の20試合では、11勝9敗と勝率5割を超える成績を残した。
2016年に入ると、堀川竜一、久山智志、蒲谷正之、コーリー・ジョンソンが次々と怪我で離脱する緊急事態となり、さらに稲垣敦が2016年2月にアキレス腱断裂 でシーズン内の復帰が絶望的になった。前シーズン後に練習生契約になっていた西谷亮一と再び選手契約を行い、選手層を厚くするテコ入れも行ったが功を奏せず、2月,3月で2勝14敗という大失速を起こし、3シーズン連続でプレーオフ進出の可能性を失った。最終成績は19勝33敗で2年連続で東地区10位だった。
観客動員数は、1試合平均1,820人で前期より27%増加した。
シーズン表彰では、「ヘッドコーチが変わり、5シーズン目となる記念すべきシーズン、リーグ全体で7番目となるブースターが来場。昨シーズンから127％以上の観客数となり、チームを後押しした。」との理由で、ベストブースター賞を受賞した。
B.LEAGUE参入審査を前に、債務超過状態を解消するために大幅な増資をおこない、ピー・ビー・アイが資本参加。資本金はリーグ最大規模の3億1500万円になった。

### B.LEAGUE

#### B.LEAGUE発足まで
2015年4月3日、新リーグの運営母体として、日本サッカー協会最高顧問の川渕三郎を代表者とする一般社団法人ジャパン・プロフェッショナル・バスケットボールリーグ（JPBL）の設立が発表され、横浜も新リーグへの参入を発表した。多くのチームがトップリーグである一部への参入を目指した中で、当初、横浜は一部入りはJPBLの念頭にはいっておらず、実際に7月30日に中途発表された一部参入確定チームのリストにも入っていなかった。
横浜市など行政からの強力な支援の取り付け、増資による債務超過の解消、有力スポンサーの獲得、ブースタークラブ会員の大幅増などのアピールが実り、2015年8月29日のJPBL総会において一部参入の追加6クラブの一つとして横浜ビー・コルセアーズが選出されたことが発表された。
追加6クラブの発表時に、JPBL川淵チェアマンが『最後の１カ月で大逆転をしたクラブもありました』と発言があり、。発表後の質疑応答において「大逆転があったのは横浜。市長自らが動かれたことと、有力スポンサーがかつてなかった金額を拠出するということがありました。当初はまるで念頭に入っていなかったんですが、アリーナその他を含めて、（1部に）上げるべきだということで、最後に大逆転がありました。」とのコメントがあった。
B.LEAGUE参入時には、横浜DeNAベイスターズを保有するDeNAからの資本参加の交渉が行われたが、横浜ビー・コルセアーズが2013年の経営危機からの累積赤字を抱えていた事もあり、時期尚早として見送られた。

#### 2016-17シーズン（B1中地区）
指導者はGMの小川直樹、HCの青木勇人が留任し、空席だったACにはアイシン・エィ・ダブリュ ウィングスのテクニカルスタッフだった尺野将太が就任した。マネージャー兼通訳の松尾直哉はフロントスタッフに就任し、新任のマネージャーは広島のヘッドマネージャーの池野雄人が就任した。新任の通訳には山形から渥美雄大が加入した。
トップチーム人件費は1億1854万円（B1 18チーム中14位）。
選手構成は大幅に刷新となり、山田、蒲谷、喜久、堀川の4選手だけがbjリーグ時代からの継続契約となり、山田はチームキャプテンに就任した。
前田と河野はつくば、西谷亮一は東京Zに移籍。稲垣敦、兵頭健斗、久山智志は引退。外国籍選手は、ジョーダン・ヘンリケス、カール・ホール、コーリー・ジョンソンの3人全員が退団した。
新加入選手は、旧NBL所属選手が中心となり、新生横浜ビー・コルセアーズチームの核という位置付けで、三菱電機からJBL得点王（2008-09, 2009-10, 2010-11, 2011-12）で元日本代表の川村卓也、熊本から高島一貴、つくばから湊谷安玲久司朱 と細谷将司、またbjリーグの新潟から、横浜のbjリーグ2012-13シーズン優勝メンバーであるファイ・パプ月瑠が帰化選手として再加入.
また、元日本代表で2014年に現役引退し、デンソーアイリスのACを務めていた元日本代表の竹田謙が現役復帰した上で横浜と契約した。
外国籍選手はコソボのシガル・プリシュティナからジェイソン・ウォッシュバーン、滋賀からジェフリー・パーマー が加入した。
2016年9月22日、B.LEAGUE開幕戦で渋谷に敗れ、続く川崎、三遠戦も落とし開幕から5連敗でスタートダッシュに失敗、6戦目の10月9日の三遠戦でB.LEAGUE初勝利を挙げた。負けが先行する苦しいシーズンが続く中、途中加入戦力として2017年1月にはインカレ三連覇を果たした筑波大4年/U-24日本代表の満田丈太郎が特別指定選手として入団。2月には東海大学の岩田涼太が入団した。一方で成績は一向に上向きにならず2017年2月5日の千葉戦から3月12日の琉球戦まで8連敗を喫した。
連敗が続いていた最中の2017年3月18日に青木勇人HCの体調不良に伴う欠場 が発表され尺野ACがHC代行を務めた。この3月18日の大阪戦でついに連敗を止めたが、その後も青木HCは体調不良による欠場が続き、 3月31日に青木HCの契約解除と尺野ACのHC昇格が発表された。HC交代後も浮上のきっかけをまったく見いだせないままチームは不振にあえぎ、3月19日の大阪戦から4月22日の新潟戦まで泥沼の10連敗を喫した。
連敗中の4月5日には、羽田ヴィッキーズ（W LEAGUE）のHCを務めていた古田悟をACとして招聘した。4月23日の新潟戦に勝利して11連敗は阻止したが、翌4月23日の川崎戦からシーズン最終戦の新潟戦まで5連敗でシーズン終了。最終成績は16勝44敗。チームの１試合平均得点70.4点（16位/18チーム）、平均失点79.0点（14位/18チーム）、ターンオーバー数11.7回（9位/18チーム）。HC交代後の13試合は1勝12敗であった。この結果、中地区最下位、総合順位も18チーム中17位でB1残留プレーオフ出場が決定した。
B1残留プレーオフ1回戦は、東地区5位の秋田（総合順位16位）と対戦。第1戦で横浜、第2戦で秋田が勝利し、第3戦では横浜が勝利したため、2回戦進出が決定した。2回戦の富山との対戦で敗れたため、B2リーグ3位・西地区の広島とB1残留プレーオフ残留決定戦を戦う。この試合に横浜が勝利したため、横浜のB1残留が確定した。2016-17シーズンプレーオフの詳細は、横浜ビー・コルセアーズ#成績を参照のこと。
第92回天皇杯は、B1リーグ戦11月28日（第10節）終了時点での各カンファレンス（東地区・中地区・西地区）上位4クラブが出場権を得るレギュレーションであり横浜は出場権を得られなかった。
2016-17シーズン終了後の決算発表では、営業収入は6.1億円、主な内訳は入場収入1.2億円、スポンサー収入3.1億円、物販収入0.6億円、ユース・スクール関連1.1億円だった。営業費用は6.0億円で主な内訳は試合関連経費1.7億円、トップチーム人件費1.2億円だった。6520万円の営業利益を出し。税引き後で95万円の黒字となった。
2017年にはDeNAからの要望で球団買収交渉が行われた。早急な経営権の移譲を求めるDeNA側に対して、横浜ビー・コルセアーズ経営陣も基本的に買収受入れに前向きであったが、経営陣が経営破綻寸前のチームを支えた大手広告通信社および大手株主、市民株主の理解を得ながら、段階的にDeNAの持ち株比率を上げてゆく形での友好的買収を望んでいた点など、条件面においてDeNAと折り合うことができないまま9月には交渉が頓挫した。12月にはDeNAは同じ神奈川県下のB1・川崎を300万円で買収することで東芝と合意したため、横浜ビー・コルセアーズの買収交渉は破談に終わっている。

#### 2017-18シーズン（B1中地区）
指導者は、チーム発足以来GMを務めていた小川直樹が退任、尺野HCはアソシエイトコーチに職務変更になり、新HCにはアソシエイトコーチの古田悟が就任した。マネージャーの池野雄人は西宮に移籍し、新任として広島のヘッドマネージャー宮本望、拓殖大学男子バスケットボール部Orange Crushersマネージャーの小野貴大が就任、アスレチックトレーナーに鈴木翔が就任した。
トップチーム人件費は2億79万円（B1 18チーム中12位）。
選手構成はファイが福岡、堀川が香川、岩田涼太が三遠、喜久山貴一は奈良に移籍した。
新加入として昨季は京都でチームキャプテンを務めていた佐藤託矢、ドミニカン大学カリフォルニア校からU-24日本代表の田渡凌が加入。同じU-24日本代表からは満田丈太郎も前シーズンの特別指定選手としての活動を終了して横浜に入団した。また開幕直前には、2009年のNBAドラフト1巡目2位でメンフィス・グリズリーズに指名された元NBAプレイヤーのハシーム・サビートが加入した。
2016-17シーズンのチームキャプテンには湊谷が就任した。
本年より、レギュラーシーズン開幕前にカップ戦としてB.LEAGUE EARLY CUPが開催され、2017年9月1～3日に開催された関東大会に出場した。横浜はこの大会をリーグ戦への準備として利用する方針だったこともあり、千葉と渋谷に連敗して関東大会6チーム中6位（最下位）に終った。
レギュラーシーズンでは、開幕直後の2017年10月9日レバンガ北海道戦の試合中に湊谷が右足アキレス腱断裂を負傷、ジェイソン・ウォッシュバーンは練習中に左足アキレス腱を負傷で戦線を離脱。湊谷は治療を続けながらコーチとしてチームに帯同、ウォッシュバーンは米国で治療と回復を行うために11月7日に契約解除となった。横浜はシーズンの開幕から躓く事になり、最初の10試合を2勝8敗。昨シーズンに続き大きく負け越すスタートとなった。
11月には、7日にウィリアム・マクドナルド がジェイソン・ウォッシュバーンと入れ替わりで入団したが、11日の富山戦でジェフリー・パーマーが右膝内側側副靭帯損傷で離脱。12日の富山戦では竹田謙が左橈骨遠位端骨折で離脱 と負傷者が続出する事態となった。28日には、前季に栃木のHCとしてリーグ優勝に導いた元日本代表監督のトーマス・ウィスマンをアドバイザーとしてチームに迎えることを発表した。スタート奪取の躓きからの復調はならず、成績はまったく上向きにならないまま12月3日時点で4勝15敗と低迷を続けた。
12月に入ると古田HCが体調不良を理由とした欠場 が続き、尺野アソシエイトコーチが代行として指揮を執った。22日には成績不振を理由とした古田HCの契約解除と尺野HCの再就任が発表された。尺野HC再就任後に若干成績は上向いた時期もあったが、2020年2月17日の三遠戦から3月25日の三河戦まで、昨年に続くチームワーストタイ記録の10連敗など、光明の見えないままの敗戦が続き4月27日に行われた名古屋D戦における敗戦で、2シーズン連続のB1残留プレーオフ出場が決まった。最終成績は18勝42敗で中地区6チーム中6位、総合順位は18チーム中16位で、2年連続の下位に沈む結果となった。チームの１試合平均得点は75.4点（10位/18チーム）、平均失点81.0点（16位/18チーム）、ターンオーバー数13.2回（15位/18チーム）で昨季より攻撃面は若干改善したが、守備面の指標は悪化した
B1残留プレーオフ1回戦は、ホーム・横浜文化体育館で西地区5位の西宮（総合順位17位）と対戦。GAME1を落としたが、GAME2, 3を連取して1回戦を突破。B1残留プレーオフ2回戦は、中地区5位の富山との対戦となったが、接戦の末横浜が勝利してB1残留が決定した。2017-18シーズンプレーオフの詳細は、横浜ビー・コルセアーズ#成績を参照のこと。
本年度からB1, B2所属の全チームが出場するレギュレーションに変更された第93回天皇杯では3次ラウンドからの出場となったが、同ラウンドで千葉ジェッツに敗れて敗退した。
2018年3月に横浜市交通局のセンター北駅高架下開発事業として横浜市都筑区にビーコルセンターがオープンし、銀座の大手広告通信社と北山田の横浜バディスポーツ幼児園センター南校内に置かれていた運営拠点をビーコルセンター内に統合し、施設内にオフィシャルショップを開設した。
2017-18シーズン終了後の決算発表は好調で、営業収入は7.1億円（前年比1.0億円増）で主な内訳は入場収入1.6億円（前年比0.4億円増）、スポンサー収入3.6億円（前年比0.5億円増）、物販収入0.2億円（前年比0.4億円減）、ユース・スクール関連0.4億円（前年比0.7億円減）だった。営業費用は7.1億円（前年比1.0億円増）で試合関連経費2.4億円（前年比0.7億円増）、トップチーム人件費2.0億円（前年比0.8億円増）だった。600万円の営業利益で前年からの増収増益を達成。税引き後で約200万円の黒字となった。

#### 2018-19シーズン（B1中地区）
経営陣および指導者は、尺野HCが退任して広島のHCに就任し、前シーズン途中からアドバイザーを務めたトーマス・ウィスマンが新HCに就任した。また前シーズンは空席だったGMには、スーパーバイザー兼GMとして、元bjリーグコミッショナーでB.LEAGUEテクニカルアドバイザーを務めていた河内敏光が就任した。
トップチーム人件費は2億2880万円（B1・18チーム中14位）
選手構成は、満田が名古屋D に、山田が広島に 、蒲谷と佐藤が信州に 移籍した。これにより、bjリーグ時代及び2012-13シーズンの優勝を経験した選手は全員チームを離れた。
2017-18シーズンのキャプテンは湊谷に加え、細谷をキャプテンと同等の立場のCO'キャプテンとするダブルキャプテン体制になった。
新戦力は富山から橋本尚明、小原翼、中村太地、広島からハンター・コート、八王子からエドワード・モリスが加入。モリスは加入時点では米国籍だったが、9月3日付で日本国籍を取得したためシーズンでは帰化選手扱いになった。外国籍選手として米国ベルモント大学からアマンゼ・エゲケゼ、ベリーズ代表のチャールズ・ガルシア、ジャボン・マックレアが加入した。全体的に見れば、選手の半分以上が入れ替えになる大幅な刷新となり、チーム平均年齢も2017-18シーズンの31.3歳から27.9歳と、3歳以上若返った編成となった。
リーグ戦開幕前のアーリーカップ関東では、初戦で千葉に大敗、5位決定戦で川崎に敗れ2年連続の最下位に終わった。
開幕節の富山、京都、ホーム開幕節となった富山に5連敗と、開幕から厳しいシーズン序盤となったが、続くホーム滋賀戦でシーズン初勝利をあげた。続く新潟には2敗、渋谷には1勝1敗で、10月の成績は3勝7敗に終わった。10月26日にはチャールズ・ガルシアの契約解除、翌27日にプリンス・イベの加入が発表された。
11月は新潟、三遠、大阪、福岡戦の6連敗も含め1勝8敗と、低迷が続く中、大阪戦以降試合から外れていたエゲケゼの契約解除が11月30日に発表された。
第94回天皇杯では2次ラウンドからの出場となり、12月1日の1回戦では信和建設に勝利したが、2日に行われた2回戦で千葉ジェッツに大差で破れ敗退した。同試合ではハンターが、相手チーム選手との交錯時に負傷、左膝全十字靱帯断裂・同内側足幅靱帯損傷による全治６ヶ月の長期離脱となった。
12月7日にアーサー・スティーブンソンの加入が発表された。川崎との神奈川ダービーでは39点差での大敗での12月のスタートとなった。富山戦も34点差で大敗したが、大阪戦では大接戦の末に連勝、東京、新潟、琉球には大差での敗戦が続いたが、大晦日の琉球戦では接戦を制し、12月は3勝7敗で終わった。15日にはジャボン・マックレアの左肘負傷による一時帰国、25日には退団が発表された。26日にはブランドン・コストナーの入団が発表された。
2019年1月の最初のホームゲームでは名古屋Dと大接戦で1勝1敗、三遠にオーバータイムで敗戦、川崎にも敗れ、秋田に1勝1敗、三河にも敗戦したことで1月は2勝6敗に終わった。また1月23日の川崎戦でブランドン・コストナーが右足関節三角靭帯損傷で３週間の離脱、30日の三河戦でイベが左足三角靱帯損傷で３週間の離脱となった。
2月は三遠に1勝1敗、福岡に1勝1敗で2勝2敗で終わった。1月の負傷以降にベンチ外となっていたイベを2月28日に契約解除し、同日にジョナサン・ホームズの加入が発表された。
3月は、三河に1勝1敗、千葉に連敗、川崎に敗戦、北海道に連勝したが、栃木、三河、川崎に連敗で3勝9敗となり、残留プレーオフ圏内（15位）から抜け出せない状態が続いた。
シーズン最終月の4月には、8日に3月24日の栃木戦での初出場以降はベンチ外が続くジョナサンに対して、"様々なコンディションの問題"との理由で、8日付で契約解除が発表された。9日のBリーグの理事会でB1西地区の福岡に来季のB1ライセンスが交付されなかった事により福岡のB1降格が確定した 。そのため、残留プレーオフ圏内はワイルドカード下位4チームから、福岡を除く下位2チームに変更になったが、4月9日時点では16位横浜　17位福岡　18位北海道という順位のため、横浜は依然として残留プレーオフ圏内にあった。
4月の戦績は過去２シーズンと同じく、リーグ終盤の大失速となり三河、三遠、三河、富山、新潟との試合では接戦となった試合もあったが、結果的に全敗でクラブワースト記録となる13連敗を喫してシーズン終了。最終順位16位が確定。3年連続の残留プレーオフ出場が決まった。4月は0勝8敗とついに1勝もできなかった。チームの１試合平均得点は75.0点（11位/18チーム）、平均失点84.2点（18位/18チーム）、ターンオーバー数11.7回（13位/18チーム）で昨季より攻撃面の改善は見られないまま、守備面の指標は大幅に悪化した。
B1残留プレーオフ1回戦は、ホーム・トッケイセキュリティ平塚総合体育館で東地区6位の北海道（総合順位18位）と対戦。GAME1を先取したが、GAME2・3で連敗して1回戦敗退。しかし福岡のB1ライセンス失効と、B2プレーオフの結果により、B1残留が決定した。2018-19プレーオフの詳細は、横浜ビー・コルセアーズ#成績を参照のこと。
2018-19シーズン終了後の決算発表では赤字決算となった。営業収入は8.1億円で、主な内訳は入場収入1.4億円（前年比0.2億円減）、スポンサー収入4.6億円（前年比1.0億円増）、物販収入0.2億円（前年と変わらず）、ユース・スクール関連1.4億円（前年比0.7億円増）だった。営業費用は8.7億円で主な内訳は試合関連経費2.6億円（前年比0.2億円増）、トップチーム人件費2.3億円（前年比0.3億円増）だった。5948万円の営業損失で前年からは増収減益である。経営上のマイナス面では昨年と同等の動員実績を上げた一方でチケット単価の低下によりチケット売上減、分配金収入減が発生した。プラス面では契約社数の増加と新規大口スポンサーの獲得によりスポンサー売上が増加した。またこの年に2013年の経営危機の時に行った旧経営陣に対する貸付金の貸倒償却も発生したことから、単年度では約1億円の大幅な赤字となった。チームの経営支援のため、2017年からのチームスポンサーでもある横浜トヨペットが2018年12月5日にチームへの資本参加を表明し、増資により債務超過によるBリーグライセンス剥奪を回避した。この結果、チームの資本金額はB.LEAGUE球団中で最大規模の4億3960万円となっている。なお、この増資により横浜トヨペットはバディ企画研究所に次ぐ第2位株主（出資比率18%）となっている。

#### 2019-20シーズン（B1中地区）
「BE COURAGEOUS（=ビーカレイジャス）」「40分間ゲームを通じてインテンシティーを高く保つ」チームとなるために、「走力」「ディフェンス意識・技術」「フィジカル・メンタル両面でのスタミナ」「チームプレイヤーであること」「ハングリーであること」を大原則とし、そしてポジションに合わせて必要なスキルを求めるというトップスローガンが発表された。キャプテンには田渡、今年から新設されたオフコートキャプテンには小原が就任した。
経営陣および指導者、スタッフは、2016-2019まで3シーズン連続でB2への降格危機に陥った責任を取る形で、代表取締役CEOの岡本尚博が取締役に職務変更となり。新代表取締役には球団代表の植田哲也が就任した。HCのトーマス・ウィスマンは留任したが、スキルコーチのフェス・アービン、ストレングスコーチの千葉秀哉、アシスタントトレーナーの片岡良太が退団し、 通訳の渥美雄大が川崎に移籍した 。一方でチーム創設時から横浜の中心選手だった山田がチーム編成・強化担当兼ACに就任した。他はACに島根から福田将吾、ストレングスコーチに横浜のアカデミー事業から高橋亮、トレーナーに茨城から水野彰宏が入団した。また通訳兼練習生として澤地サミュエル・ジュニアが入団した。
トップチーム人件費は2億5720万円（B1・18チーム中14位）
選手構成にも大きな変更があり、2016年のB.LEAGUEの開幕以来、中心選手として活躍してきた川村、細谷、湊谷、高島が退団。川村は三河、細谷は秋田に移籍し、湊谷は引退、高島は3x3チームオーナー兼選手としての活動を続けながらB.LEAGUE復帰を目指すとの発表があった。外国籍選手は全員退団し、アーサー・スティーブンソンがPBA Blackwater Eliteに移籍、ブランドン・コストナーが香港の東方籃球隊に移籍した。また2018-19シーズン特別指定選手の中村太地は退団し、法政大学バスケットボール部も退部して、京都に入団した。新入団は、千葉からアキ・チェンバース、三河から生原秀将、北海道から牧全、金沢から秋山皓太が入団、また外国籍選手は、2016-18シーズンに横浜に在籍していたジェイソン・ウォッシュバーンが1年半ぶりにチームに復帰、Yalova Group Belediyespor Basketbolからカイル・ワシントン、NBA Gリーグ・ウエストチェスター・ニックスからジョルジー・ゴロマンが入団した。9月7日には、入団から一ヶ月足らずでカイル・ワシントンが退団、入れ替わりでプエルトリコのCapitanes de Areciboからレジナルド・ベクトンが入団した。特別指定選手は、BEEFMAN.EXEのホール百音アレックスが入団した。
リーグ戦開幕前のアーリーカップ関東では、初戦で宇都宮に敗戦、5位決定戦で川崎に敗れ3年連続の最下位に終わった。
2019年10月、第1節・北海道との開幕戦は接戦を繰り広げながら連敗、第2節ホーム開幕の秋田戦でシーズン初勝利を挙げた。秋田との2戦目は令和元年東日本台風上陸のため2020年2月12日に順延となった。三遠戦に勝利、島根に1勝1敗、新潟にはダブルオーバータイムの大接戦の末に勝利し、B.LEAGUE参入以来4季目で始めて戦績が勝ち越し（4勝3敗）となった。名古屋に連敗で10月は4勝5敗で、10月終了時点の順位は中地区2位である。
11月は、滋賀に1勝1敗、大阪と川崎に連敗で1勝5敗で11月終了時点の順位は中地区2位である。第95回天皇杯では2次ラウンドからの出場となり、11月30日の1回戦でレバンガ北海道に敗れ敗退した。11月8日には、通訳兼練習生の澤地が、東京CRで選手として復帰するために退団した。後任の通訳にはBritish Columbia Christian Academyのポイントガードだった甲斐将志が就任した。11月16日には、クラブの創立期を支えた蒲谷正之と山田謙治の引退セレモニーが行われ、2人の背番号である「3」と「13」を永久欠番とすることが発表された。
12月は、新潟に連勝したが、川崎・A東京・千葉・三遠・三河に計8連敗を喫して2勝8敗。中地区5位、全体17位まで順位を落とし、今シーズン初めて残留プレーオフ圏内に入った。12月5日には、ジョルジー・ゴロマンは「よりチームコンセプトに適した選手を新たに獲得するため」、ジェイソン・ウォッシュバーンはアーリーカップ宇都宮戦で発症した腰椎椎間板ヘルニアの治療のため との理由で契約解除が発表された。12月6日には、2017-18シーズンに横浜でプレーしたウィリアム・マクドナルドの再獲得と2018-19シーズンにシーホース三河でプレイしたジェームズ・サザランドの入団が発表された。ウィリアム・マクドナルドは一ヶ月の短期契約である。
1月は、渋谷、新潟に連敗して2019年からの11連敗となるも続く川崎戦で勝利してようやく連敗を止めるが、琉球、富山に連敗して1勝6敗。中地区5位、全体17位で、引き続き残留プレーオフ圏内が続いた。1月3日には、一ヶ月の短期契約だったウィリアム・マクドナルドが2018-19シーズン契約への変更が発表された。1月29日には、特別指定選手として青山学院大学の赤穂雷太が入団した。15日の新潟戦、22日の川崎戦、25・26日の琉球戦、29日の富山戦では、「クラブ判断」との理由でウィスマンHCが欠場し、福田コーチが代理で指揮をとった。
2月は、大阪に1勝1敗、東京A、秋田に連敗、渋谷に1勝1敗、28・29日に予定されていた宇都宮戦は、新型コロナウイルスの日本国内での感染拡大防止のため4月25・26日に延期となり、2勝5敗。中地区5位、全体17位だった。2月1日には、「チームの成長と結果が結びつかない」という理由で、ウィスマンHCとの契約解除が発表された。同日中にスタッフ体制の変更が発表され、福田ACがHC、山田ACがアシスタントGM兼ACに職務変更が発表された。27日にはホール百音アレックスが特別指定選手としての活動を終了し、新たに2019-20シーズン選手契約を締結した。特別指定選手として筑波大学の菅原暉が入団した。また同日には、負傷のリハビリに専念するという理由でのハンター・コートの契約解除が発表された。
3月の試合も新型コロナウイルスの日本国内での感染拡大防止のために、4日の富山戦が4月15日に延期、7・8日の京都戦が5月3・4日に延期、11日の富山戦が4月30日に延期になった。14・15日の三河戦は無観客開催で開催されたが、3月16・17日にリーグ側と選手会、各クラブで改めて議論を実施。その結果、3月20日～4月1日にかけて開催するB1リーグ戦、B2リーグ戦の中止を決定した。横浜は29節の三遠戦、30節の富山戦、31節の三遠戦、32節の三河戦の6試合が開催中止となった。25日にはレジナルド・ベクトン、ウィリアム・マクドナルドの一時帰国が発表された。27日にはB.LEAGUEからB1・第33節以降、B2・第31節以降（第27節代替試合も含む）の全試合の中止、ポストシーズン（Bリーグチャンピオンシップ、B2プレーオフ、B1残留プレーオフ、B1・B2入れ替え戦、B2・B3入れ替え戦）の中止が発表された。このシーズンの降格はなしと決定したため、3月は14・15日の三河戦で1勝1敗、中地区5位、全体16位でシーズンを終了、ならびに2020-21シーズンのB1残留が決定した。チームの1試合平均得点は74.1点（14位/18チーム）、平均失点81.5点（16位/18チーム）、ターンオーバー数12.3回（12位/18チーム）で昨季より攻撃面は低下したが、守備面の指標は若干向上した。
2019-20シーズンのリーグ表彰では、人気番組への出演をきっかけに新たなファン層を取り込んだほか、積極的に世間へB.LEAGUEを広める活動が評価され田渡がMIP（レギュラーシーズン 最優秀インプレッシブ選手）を受賞した。
2019-20シーズン終了後の決算発表では、チームの厳しい経営状態が報告された。シーズンが途中で打ち切られたことで入場料収入が減ったことに加えて、スポンサー収入が4.5億円から3.8億円まで減少した事が響き、営業収入は前期から0.9億円減の7.2億円に留まった。主な内訳は入場収入1.3億円（前年比0.1億円減）、スポンサー収入3.8億円（前年比0.8億円減）、物販収入0.2億円（前年と変わらず）、ユース・スクール関連1.2億円（前年比0.2億円減）だった。営業費用は8.0億円で主な内訳は試合関連経費1.7億円（前年比0.9億円減）、トップチーム人件費2.6億円（前年比0.3億円増）だった。7970万円の営業損失で減収減益となり、単年で約8208万円という前年に続く大幅赤字で、チームは5300万円の債務超過に陥った。通常時のB1ライセンスは債務超過に該当した場合には交付されない規則であったが、新型コロナウイルスの日本国内での感染拡大の影響から、B.LEAGUEでは2019-20と2020-21の決算については判定条件から一律に除外する決定を下したため、横浜にB1ライセンスが発行された。

#### 2020-21シーズン（B1 東地区）
チーム創立10周年を迎える2020-21シーズンのB1リーグは東西2地区制で横浜はB1東地区に所属した。チームスローガンは「Be humble Be hungry」。「謙虚さを大切に、自分に忠実であり、他人を尊重する事を大事に。同時に「もっと成功する」「試合に勝つ」という貪欲な気持ちは忘れない｣というチームの方向性を表している。
経営陣および指導者は、2013年の経営危機以来、再建をリードしてきた元代表取締役CEOの岡本尚博が取締役を退任し、大手広告通信社の代表取締役に就任した。チーム創立から関わってきた広報の石合未夏が退団し、チーム創立２年目から運営に携わってきた渋谷美香に交代した。
GMの河内敏光がエグゼクティブアドバイザーに職務変更。後任は代表取締役社長の植田哲也が兼務となり、アシスタントGM兼ACの山田謙治は継続となった。前シーズン途中から指揮を執った福田将吾HCは退団して、新潟のHCに就任し、新任HCはフランスLNBリーグで選手、HCとしての経験を積んだ米国人のカイル・ミリングが就任した。その他のコーチ、マネージャー、通訳のスタッフ陣は前シーズンからの継続となった。
トップチーム人件費は2億6660万円（B1 20チーム中14位）
選手構成は、前シーズンからの継続が秋山、生原、小原、竹田、レジナルド・ベクトン、アキ・チェンバース、エドワード・モリス。
退団は田渡、ホール百音アレックス、橋本、牧、ジェームズ・サザランド、ウィリアム・マクドナルド、特別指定選手の菅原と赤穂 を含めて8名。牧全は北海道、田渡 は広島、ホール百音アレックスは越谷に移籍した。赤穂は青山学院大学スクァレルズを退部して特別指定選手（プロ契約）で千葉、橋本は島根に入団した。
新入団選手は、前季は西宮ストークスの特別指定選手だった明治大学の須藤昂矢、三河から森川正明、新潟から森井健太、フランス LNB ProA Boulazac Basket Dordognから、チェコ代表のパトリック・アウダ、リーグ戦開幕直前の9月18日には島根からロバート・カーターが入団した。
キャプテンは生原。オフコートキャプテンには小原と森井が就任した。
外国籍選手は新型コロナウイルスの日本国内での感染拡大防止の影響で、日本入国に厳しい制限が続いていたため、シーズン開幕の9月もカイル・ミリングHC、レジナルド・ベクトン、パトリック・アウダ、ロバート・カーターの4名は入国できない状態が続いた。9月10日からB.LEAGUE外国籍選手の条件付きでの入国が認める方針が定まったことから、9月12日にレジナルド・ベクトン、23日にカイル・ミリング、10月3日にパトリック・アウダ、16日にロバート・カーターの入国が発表された。入国に際しての条件は「現地出発前72時間以内のコロナウイルス検査での陰性の証明」「日本入国時に空港でコロナウイルス検査の受検」「14日間の自主隔離」などである。レジナルド・ベクトンは9月28日から、シーズン開幕後にはカイル・ミリングHCが10月8日から、パトリック・アウダが10月20日、ロバート・カーターが11月2日にチームに合流した。
第96回天皇杯は、B1リーグ戦の2019-20シーズンにおける暫定順位上位8チームが出場権を得るレギュレーションであり、横浜は出場権を得られなかった。
シーズン開幕前の2020年8月には、竹田の左ハムストリング肉離れ、須藤の右足関節捻挫、生原の膝蓋骨骨折が発表された。また、練習生としてケドリック・ストックマン・ジュニアの加入が発表された。8月24〜29日にはトッケイセキュリティ平塚総合体育館でトレーニングキャンプを実施した。
9月には、9月7～12日に小田原アリーナでトレーニングキャンプを実施、最終日の12日には茨城と練習試合を行なった。9月26日に、練習生のケドリック・ストックマン・ジュニアが練習生契約を終了しし、特別指定選手（プロ契約）としての加入が発表された。同日に、練習生として横浜ビー・コルセアーズユースチーム出身のキング開の加入が発表された。
10月は開幕節の新潟とは1勝1敗、滋賀に1勝1敗、A東京に2敗、千葉に敗戦、秋田に2敗、富山に敗戦で10月は2勝8敗の成績。10月終了時点で東地区10位。
11月は、名古屋Dに2敗、北海道に勝利、三河に2敗で11月は1勝4敗。11月終了時点で東地区10位。
12月は、渋谷に敗戦、三遠に連勝、信州に1勝1敗、秋田に1勝1敗、島根に1勝1敗で5勝4敗となり、12月終了時点で東地区8位。
12月15日には、エドワード・モリスの左膝軟骨損傷による離脱が発表された。19日には東海大学の河村勇輝との特別指定選手契約が発表された。
2021年1月は島根に2勝、北海道に2敗、千葉に敗戦、広島に1勝1敗で、3勝4敗に終わり、1月終了時点で東地区8位。
1月1日には、ケドリック・ストックマン・ジュニアが特別指定選手としての活動終了、および2020-21シーズンの選手登録が発表された。11日に専修大学　キング開の特別指定選手契約が発表された。
2月は京都に1勝1敗、富山に1敗、島根に1勝1敗、川崎に2敗で2勝6敗。2月終了時点で東地区8位。
2月6日の京都戦でロバート・カーターの左足底筋肉離れ、10日の富山戦でエドワード・モリスが右足ヒラメ筋肉離れ、20日にはアキ・チェンバースが右足関節内遊離体の摘出手術のため、チームから離脱した。28日の川崎戦で河村勇輝は特別指定選手としての活動を終了した。
3月は渋谷に1勝、琉球に2敗、宇都宮に2敗、川崎に1敗、富山に2敗、宇都宮に1敗で1勝8敗。3月終了時点で東地区9位。
3月11日に秋山が練習中の負傷、右足関節捻挫による脛骨後果骨挫傷による離脱が発表された。12日にキング開が特別指定選手としての活動を終了した。19日には竹田が今季終了後の現役引退、カイル・ミリングHCの今季終了後の退団が発表された。20日には、生原の左膝脛骨骨挫傷による離脱が発表された。
4月は、北海道に勝利、宇都宮に敗戦、渋谷に2敗、A東京にリーグ開幕以来初勝利、千葉に2敗、新潟に勝利で3勝5敗。4月終了時点で東地区8位。
4月3・4日の大阪戦は前日に大阪の選手の新型コロナウイルス感染症陽性判定を受けて中止。3日の試合は28日に代替、4日の試合は消滅した。10・11日のA東京戦は東京に所属する選手の濃厚接触者判定を受けて中止　4月21日と5月5日に代替となった。17日の渋谷戦で生原が右手舟状骨骨折の受傷、残り試合は治療のために欠場することが発表された。
5月は、新潟に1勝、A東京に1勝で2勝0敗で全日程を終了。2020-21シーズンの最終順位は東地区8位、総合16位だった。
チームの１試合平均得点は73.2点（19位/20チーム）、平均失点78.5点（7位/20チーム）、ターンオーバー数12.3回（11位/チーム）で昨季より攻撃面の指標こそ若干は低下したが、守備面は大幅に改善された。
6月18日のFIBAアジアカップ2021予選・チャイニーズ・タイペイ戦で、アキ・チェンバースが日本代表に初選出された。
観客動員数は、1年を通じて50%の入場制限を受けた影響が大きく、１試合平均1,376人で前期の3,105人から半減以上の56%減となった。
チーム経営としては前期の債務超過からの財政立て直しが期待されたシーズンだったが、シーズン終了後の決算発表ではチーム財政はさらに悪化していることが報告された。営業収入は前期よりさらに1.0億円減の6.2億円に落ち込む一方で、営業費用は8.0億円と昨年から横ばいで支出の節減は進まなかったことから1億7800万円の営業損失、単年で約1億6000万円の大幅赤字となった。3年連続の赤字で債務超過は2億2600万円に急増した。営業収入の主な内訳は入場収入2.0億円（前年比0.7億円増）、スポンサー収入2.4億円（前年比1.4億円減）、物販収入0.2億円（前年と変わらず）、ユース・スクール関連1.1億円（前年比0.1億円減）だった。営業費用の主な内訳は試合関連経費1.8億円（前年比0.1億円増）、トップチーム人件費2.7億円（前年比0.1億円増）だった。特にスポンサー収入の落ち込みは顕著で、2018年度の4.5億円（リーグ9位）からわずか2年で2.4億円（リーグ18位）まで減少したことが大きく影響している。通常時のB1ライセンスは「3年連続赤字」あるいは「債務超過」のいずれかに該当した場合には交付されない規則であり、横浜はその両方の条件に当てはまるが、新型コロナウイルスの日本国内での感染拡大の影響から、Bリーグでは2019-20と2020-21の決算については判定条件から一律に除外する決定を下しているため、横浜に2021-22シーズンのB1ライセンスが発行された。

#### 2021-22シーズン（B1 東地区）

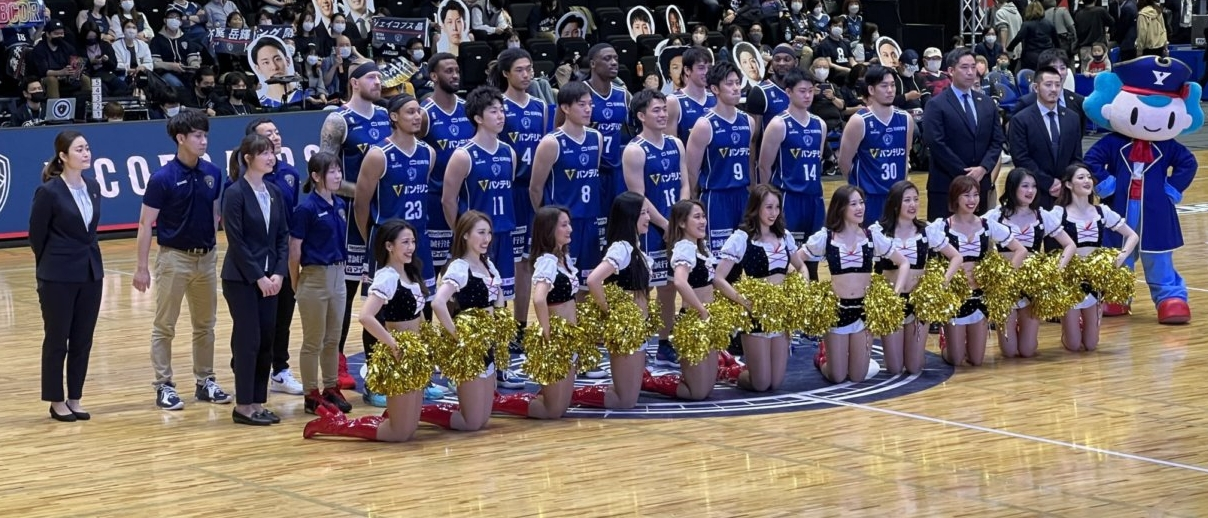
2022年4月30日撮影　ホーム最終戦終了後セレモニー

B1リーグは東西2地区制で横浜はB1東地区に所属した。チームスローガンは「DARE TO BE BOLD」（“挑戦すること、失敗すること、変化することを恐れず立ち向かっていく”）。
経営陣および指導者は大幅に刷新された。経営不振の責任を取る形で植田哲也がシーズン開幕前の2021年9月15日に代表取締役を退任し、取締役に職務変更。後任はフィールドマネージメント執行役員の白井英介が就任した。2013年の経営危機以来はじめて大手広告通信社以外から経営者を迎えた。新体制は新B1参入を目標として掲げ、2024年度のトップリーグ参入審査に向け平均来場者4,000人の目標を表明した。2020-21シーズンに引退した竹田がGMに就任し、元GM、エグゼクティブアドバイザーの河内敏光が退団した。カイル・ミリングHCと加藤翔鷹ACが退団し、広島のHC、ACに就任した。後任は新潟のアソシエイトコーチだった青木勇人がHCに就任した。青木勇人は2016-17シーズン以来4季ぶりの復帰となる。ACには熊本の選手兼任ACだった西谷亮一が就任。マネージャーの宮本望と小野貴大が退団し、新球団・長崎のヘッドマネージャー、アシスタントマネージャーに就任した。後任は北海道から薄井麻鈴、東京Zから中村仁美が入団。トレーナーの水野彰宏が仙台に移籍、鈴木翔が富山に移籍し、ストレングスコーチの高橋亮がデベロップメントコーチに職務変更、京都から藤田基弘がストレングス&コンディショニングコーチとして加入、アスレティックトレーナーとして三河の前アシスタントトレーナーの山口智也、ネブラスカ大学カーニー校から新卒で宮川楓が入団した。2017年までメディカルトレーナーとしてチームで活動した横浜市スポーツ医科学センターの理学療法士の玉置龍也がアスリートパフォーマンスディレクターに就任した。
通訳の甲斐将志は、現役復帰のため奈良の通訳兼練習生として移籍、後任は元青森通訳の山沢健人が就任した。
所属選手は、前シーズンからの契約継続が生原、レジナルド・ベクトン、エドワード・モリス、パトリック・アウダ、森井、須藤、森川 の7名。生原が昨季からのチームキャプテンを継続となった。
ケドリック・ストックマン・ジュニア は大阪、ロバート・カーターは三遠、秋山は京都、アキ・チェンバースは群馬に移籍、竹田と小原は現役を引退した。
新入団は、VTBユナイテッド・リーグ・Enisey Krasnoyarskからレイトン・ハモンズ。群馬から古牧昌也、京都から大庭岳輝、大阪から土屋アリスター時生が入団した。また特別指定選手として横浜ビー・コルセアーズユースからジェイコブス晶が加入した。開幕前日の10月1日に横河電機 WILD BLUEから阿部龍星が加入した。
選手構成はシーズン終了時には、選手総数15名で内訳は日本籍選手9名、外国籍選手3名、帰化選手1名、特別指定選手2名。平均年齢26.6歳、平均身長190.9cm 平均体重88.6kg。
チーム練習は7月13日に始動。一次キャンプは8月23日から29日まで厚木市荻野運動公園体育館で実施。二次キャンプは9月6日から11日まで平塚市トッケイセキュリティ平塚総合体育館で実施した。
シーズン成績は2021年10月は5勝4敗、11月は1勝4敗、12月は2勝8敗。2022年1月は3勝2敗、2月は2勝3敗、3月は3勝6敗、4月は5勝7敗、5月は1勝1敗でシーズン通しては22勝35敗、東地区8位(全体15位)だった。その他に10月31日に天皇杯3次ラウンド8回戦に出場、B2香川に敗れて初戦敗退した。
10月31日の天皇杯　香川戦で土屋が鼻骨を骨折し、全治6週間の負傷を負った。
11月20日には東海大学の河村勇輝との特別指定選手契約、専修大学のキング開との2021-22シーズン選手契約が発表された。
1月2・3日に対戦した大阪の選手2名が、1月4日に新型コロナウイルス感染症の陽性判定を受けたため、全選手とスタッフがPCR検査を実施し1月6日にパトリック・アウダ、レジナルド・ベクトン、生原の3名、1月7日に古牧、1月8日にキング開と選手1名、1月9日に森川 が新型コロナウイルス感染症の陽性判定を受け隔離と療養となった。1月13日時点で所属選手のうち7名が新型コロナウイルス感染症の陽性判定、チームスタッフ、選手計18名が濃厚接触者判定、選手以外もチアリーダーズメンバーのうち3名、運営スタッフのうち4名が陽性判定、また観客からも感染者が出ていることが報じられた。チームは活動を一時休止した上で、1月17日から活動を再開した。2022年1月8, 9日に横浜国際プールで予定されていたA東京戦は、A東京所属選手1名の新型コロナウイルス感染症陽性判定の影響でA東京が「B1・B2リーグ戦試合実施要項 第6条第3項第3号」に規定する試合エントリー要件を充足できないことが判明したため、「Bリーグ規約 第55条第2項第2号」に則り開催中止となり、2022年2月13・14日トッケイセキュリティ平塚総合体育館での開催に振替になった。1月28日に千葉ジェッツ所属選手4名とチームスタッフ1名の新型コロナウイルス感染症陽性判定および選手9名が濃厚接触者と判定され「B1・B2リーグ戦試合実施要項 第6条第3項第3号」に規定する試合エントリー要件を充足できない為、「Bリーグ規約 第55条第2項第2号」に則り開催中止となった。
3月3日に河村との特別指定選手契約のシーズン終了までの延長が発表された。25日に土屋が自動車運転中に交差点で対向車との接触事故を起こし、頸部捻挫、右胸部挫傷で全治10日間の負傷でチームを離脱した。
4月7日に茨城の所属選手4名が新型コロナウイルス感染症に感染し、適用される療養期間のため8名以上の選手が活動再開となる日が4月15日となったことを受け、4月16日開催予定のB1リーグ戦の第31節、茨城戦GAME1は活動再開日の翌日にあたるため「Bリーグ規約 第55条第2項第4号」により試合中止となった。14日にはチームスタッフ4名と森井が新型コロナウイルス感染症の陽性判定を受けた。森井は23日の群馬戦からチームに復帰した。5月1日に所属選手1名の新型コロナウイルス感染が発表された。
2021-22シーズンは22勝35敗、東地区チームの1試合平均得点は76.5点（20位/22チーム）、平均失点81.3点（13位/22チーム）、ターンオーバー数12.2回（21位/22チーム）で、攻撃面の指標は昨季と同じく下位レベルで、守備指標が低下した。
観客動員数は、１試合平均1,649人で前期の1,376人から約20%増となった。
チーム経営では前季までの債務超過の解消が急務となっており、2021年9月には代表取締役交代を含めて経営体制を刷新し、12月16日には新経営陣から当期収益改善見込みが発表された。チーム経営としては前期までの大幅な債務超過からの財政立て直しと新B1リーグの参入条件となる売上12億円の達成へ確実な進捗が必達となるシーズンであったが、シーズン終了後の決算発表ではチーム財政が好転していることが報告された。営業収入は前期より2.7億円増の8.9億円、営業費用は0.8億円増の8.8億円と前期から大きく立て直しがされており、増収増益で1326万円の営業利益、単年で1699万円の黒字決算となった。4期ぶりの黒字で債務超過は2億2600万円から1億9836万円に削減された。営業収入の主な内訳は入場収入1.7億円（前年比0.3億円減）、スポンサー収入4.3億円（前年比1.9億円増）、物販収入0.2億円（前年と変わらず）、ユース・スクール関連1.2億円（前年比0.1億円増）だった。営業費用の主な内訳は試合関連経費1.7億円（前年比0.1億円減）、トップチーム人件費2.6億円（前年比0.1億円減）だった。スポンサー収入が前期の2.4億円（リーグ18位/20チーム）から4.3億円（リーグ17位/22チーム）まで回復したことが黒字化に大きく影響している。ただし単年黒字を達成したとはいえ約2億円の債務超過解消が急務である状況は変わらず、また売上12億円という新B1基準まで3億円のギャップがある。
通常時のB1ライセンスは「債務超過」に該当した場合には交付されない規則であり、横浜はその条件に当てはまるが、新型コロナウイルスの日本国内での感染拡大の影響から、Bリーグでは2021-22の決算については判定条件から一律に除外する決定を下しているため、横浜に2022-23シーズンのB1ライセンスが発行された。

#### 2022-23シーズン（B1 中地区）
B1リーグは東中西3地区制で横浜はB1中地区に所属する。本シーズンからチーム名の略称は｢横浜BC｣となった。2022年7月に神奈川県内で横浜トヨペットなどのトヨタディーラーを統括運営するウエインズグループに株式が譲渡が発表された。チームスローガンは「BEAT ALL」（ビート・オール）。
アスレティックトレーナーの山口智也が退団。アシスタントコーチの西谷亮一が広島へ移籍。アルバルク東京アシスタントコーチ/スカウティングコーチのイゴア・ジャレティッチがアシスタントコーチとして入団。慶應義塾大学體育會蹴球部ヘッドトレーナーの米田健がヘッドアスレティックトレーナーとして入団、アナリストとして筑波大学新卒で伊藤大樹が入団した。
レイトン・ハモンズはトルコバスケットボール・スーパー・リーグのガジアンテプに移籍。レジナルド・ベクトンはアースフレンズ東京Zに移籍した。
土屋アリスター時生は三遠ネオフェニックス、阿部龍星は立川ダイス、古牧昌也はバンビシャス奈良、生原秀将は信州ブレイブウォリアーズ に移籍した。森川正明は2022-23シーズン契約を一旦解除の上で再度契約を結び直した。特別指定選手のジェイコブス晶は退団し、オーストラリア国立スポーツ研究所の育成プログラム「NBA Global Academy」に参加となった。
前シーズンまで特別指定選手契約を結んでいた東海大学の河村勇輝が正式入団、2019-20シーズンに特別指定選手として所属していた千葉Jの赤穂雷太が再加入。広島からチャールズ・ジャクソンが加入。 仙台からデビン・オリバーが加入した。
キャプテンは、移籍した生原秀将に代わり森井健太、オフコートキャプテンは大庭岳輝と須藤昂矢が就任した。
シーズン前のキャンプは、8月22日～27日に厚木市荻野運動公園体育館で荻野トレーニングキャンプ、9月5日～10日にトッケイセキュリティ平塚総合体育館で平塚トレーニングキャンプを実施した。
シーズン前半成績は2022年10月は3勝6敗、11月は3勝2敗、12月は9勝3敗だった。
10月にパトリック・アウダが足底筋膜損傷、赤穂雷太が肋軟骨損傷で離脱した。
12月に大庭岳輝と森川正明が新型コロナウイルス感染、大庭岳輝は加えて第5中足骨骨折により長期欠場となった。ユース育成特別枠として平岡勇人が登録された。特別指定選手として東海大学からU22日本代表の松崎裕樹が入団した。
2023年 1月は6勝2敗。2月は2勝2敗。3月は5勝2敗。4月は5勝8敗。5月は2敗。
第98回天皇杯全日本バスケットボール選手権大会では、3次ラウンドから出場し、8回戦で青森ワッツ、9回戦で川崎ブレイブサンダースに勝利。4次ラウンドでは三遠ネオフェニックスに勝利、準々決勝では群馬クレインサンダーズに勝利した。準決勝では琉球ゴールデンキングスに敗れ、準決勝敗退に終わった。
1月に森川正明が右足関節捻挫。2月はキング開が右第5中足骨基部骨折で長期離脱3月は平岡勇人が右足関節捻挫で離脱。31日に平岡勇人がユース育成特別枠選手としての活動を終了した。4月には河村勇輝が右大腿二頭筋損傷で離脱した。
2022-23シーズンはは33勝27敗、リーグ最終順位は中地区2位、総合8位で、チーム初のBリーグチャンピオンシップに進出した。チャンピオンシップではQUARTERFINALSで川崎を2連勝で破ったが、SEMIFINALSで琉球に2連敗し、準決勝敗退となった。チームの１試合平均得点は82.2点（7位/24チーム）、平均失点79.1点（12位/24チーム）、ターンオーバー数11.4回（8位/24チーム）で、攻撃指標が上位まで向上した。
リーグ表彰では、河村勇輝がレギュラーシーズン最優秀選手賞(MVP)、レギュラーシーズンベスト5、新人賞、アシスト王、ココロ、たぎる。賞、レギュラーシーズン最優秀インプレッシブ選手(MIP)を受賞した
。
チーム経営としては債務超過解消がライセンス上も必達となるシーズンであったが、シーズン終了後の決算発表ではチーム財政が好転していることが報告された。営業収入は前期より3.1億円増の12.0億円、営業費用は3.2億円増の12.0億円で前期から大きく立て直しがされており、増収増益で3677万円の営業利益、単年で1231万円の黒字決算となった。営業収入の主な内訳は入場収入3.0億円（前年比1.3億円増）、スポンサー収入4.4億円（前年比0.1億円増）、物販収入0.7億円（前年比0.2億円増）、ユース・スクール関連1.5億円（前年比0.3億円増）だった。営業費用の主な内訳は試合関連経費1.8億円（前年比0.1億円増）、トップチーム人件費4.2億円（前年比1.6億円増）だった。筆頭株主であるウエインズグループの支援で資本金を4.4億円から1.5億円に大幅な減資をした上で、資本剰余金と流動資産を積み上げた結果トータルの純資産は１億円となり、債務超過状態を解消することができた。また売上12億円という新B1基準を初めて達成した。

#### 2023-24シーズン（B1 中地区）
B1リーグは東中西3地区制で横浜はB1中地区に所属する。チームスローガンは「Fly the Flag」（フライ・ザ・フラッグ）目標はBリーグ初タイトルの獲得となった。。スタッフは通訳の山沢健人が退団した。サンロッカーズ渋谷から門間賢翔が通訳として入団した。
退団は4選手で、パトリック・アウダが青森ワッツに移籍。赤穂雷太が秋田ノーザンハピネッツに移籍。森川正明が長崎ヴェルカに移籍。チャールズ・ジャクソンが京都ハンナリーズに移籍した。新入団はサンロッカーズ渋谷から西野曜、滋賀レイクスターズから杉浦佑成、京都ハンナリーズからジェロード・ユトフ、宇都宮ブレックスからジョシュ・スコットが加入した。
キャプテンは、昨季に続き森井健太、オフコートキャプテンは大庭岳輝、須藤昂矢、松崎裕樹が就任した。
トップチーム人件費は、6.9億円でB1の24チーム中8位だった。
2023年7月18日に2022-23チームが始動した。前評判も高く、前期に続く好成績が期待されたチームであったが、リーグ戦は10月 4勝5敗、11月2勝3敗、12月5勝7敗と負けが先行する苦しい前半戦となった。12月28日にエドワード・モリスが宇都宮ブレックスに期限付き移籍し、広島ドラゴンフライズからカイ・ソットが期限付き移籍加入した。巻き返しを図った後半戦は、2024年1月は4勝4敗、2月は2勝3敗、3月は4勝5敗、4月は2勝8敗、5月は1勝1敗と調子は一向に上がらず、特に4月7日から21日までは7連敗とチーム状態は大きく落ち込む結果に終わった。シーズンを通して勝ち越しした月もなく、目標としていたチャンピオンシップ争いに絡むことも一度もないままリーグ戦を終了した。
成績は24勝36敗 B1中地区6位、総合19位だった。チームの１試合平均得点は77.2点(16位/24チーム)、平均失点82.4点(18位/24チーム)、ターンオーバー数10.7回(3位/24チーム),リバウンド数36.7回(19位/24チーム)で、攻撃力、守備力共には前シーズンを大きく下回った。
天皇杯では準々決勝で宇都宮ブレックスに敗退した。
リーグ表彰では、河村勇輝が2年連続レギュラーシーズンベスト5を受賞した。
シーズン終了後の決算発表ではチーム財政が大きく成長していることが報告された。パリオリンピックでの活躍を契機に河村勇輝の人気が大きく上がるなどの好影響があり、営業収入は前期より8.1億円増の21.0億円、営業費用は6.9億円増の17.8億円で前期から大幅な増収増益を果たした。営業収入の主な内訳は入場収入7.1億円（前年比4.1億円増）、スポンサー収入7.0億円（前年比2.5億円増）、物販収入1.3億円（前年比0.6億円増）、ユース・スクール関連1.7億円（前年比0.2億円増）だった。営業費用の主な内訳は試合関連経費3.1億円（前年比1.3億円増）、トップチーム人件費6.9億円（前年比2.7億円増）だった。当期純利益は2.78億円でB1チームにおいて1位だった。

#### 2024-25シーズン（B1 中地区）
B1リーグは東中西3地区制で横浜はB1中地区に所属する。チームスローガンは「TO THE BONE」（トゥ・ザ・ボーン）。
スタッフは大幅な入れ替りとなり、ヘッドコーチの青木勇人が群馬クレインサンダーズにアシスタントコーチとして移籍した。アシスタントコーチのイゴア・ジャレティッチは仙台89ersに移籍。通訳の門間賢翔、ストレングス&コンディショニングコーチの藤田基弘、アスレティックトレーナーの宮川楓、マネージャーの中村仁美が退団。宮川楓は江戸川大学 女子バスケットボール部に移籍した。後任ヘッドコーチはフィンランド代表ヘッドコーチのラッシ・トゥオビが兼任で就任アシスタントコーチとしてエストニア代表ヘッドコーチのユッカ・トイヤラ、ストレングスコーチとして越谷アルファーズから柴田宗範、アスレティックトレーナーとして武藤卓也、通訳として澤地サミュエル・ジュニアが入団した。

##### 2025-26シーズン（B1 東地区）
B1リーグは4シーズンぶりに東西2地区制となり、横浜はB1東地区に所属することになった。チームスローガンは「No Quarter」（ノークオーター）。
ヘッドコーチ、アシスタントヘッドコーチ、外国籍選手の全員が継続となった。
退団選手は、笹山陸が東京バスケットボールクラブ、杉浦佑成が仙台89ERS、大庭岳輝が越谷アルファーズにそれぞれ移籍し、ナナーダニエル弾が現役を引退した。
2026年3月7日・8日、横浜アリーナでレバンガ北海道と対戦することが発表された。横浜アリーナにおけるB1リーグ戦が行われるのは、史上初めてである。

## 成績

### B.LEAGUE

#### 個人別タイトル
| タイトル           | シーズン  | 受賞者                              |
| ------------------ | --------- | ----------------------------------- |
| Bリーグ ブロック王 | 2017-2018 | ハシーム・サビート （1試合平均2.3） |
| Bリーグ アシスト王 | 2022-2023 | 河村勇輝（1試合平均8.5）            |

#### ポストシーズン

##### 2016-17　ポストシーズン（B1残留プレーオフ/B1・B2入れ替え戦）
B1残留プレーオフ1回戦は、アウェー・CNAアリーナ★あきたで東地区5位の秋田（総合順位16位）と対戦。第1戦（5月13日）では秋田の猛攻を凌ぎ、78-75と勝利。第2戦（5月14日）で一時は逆転するも、終盤秋田に逆転されてしまい64-65で惜敗。特別ルールの第3戦（5月14日）では第1Qを5-12と大きく引き離されるが、第2Qは驚異的な追い上げを見せ、2点差と追い詰めた残り1秒で川村卓也が3ポイントシュートを決めて、17-16で劇的な逆転勝利を果たす。この結果、2勝1敗で残留PO残留決定戦進出を決める。B2自動降格は免れた。B1残留プレーオフ残留決定戦（5月19日）は、国立代々木競技場第二体育館で中地区5位の富山（総合順位15位）と対戦。第3クォーターでは横浜が粘りを見せるも、71-79と富山に及ばず。横浜はB1・B2入れ替え戦に残留の望みを託す。
B1・B2入れ替え戦（5月28日）ではB2リーグ3位・西地区の広島と対戦。試合は序盤から横浜が優位に進める。第2Qでは広島の反撃により、4点差に迫られるも、横浜は終始安定した戦いぶりを見せ、ウォッシュバーンや川村、細谷、パーマーが危なげなく試合を有利に進め、74-53で横浜が勝利し、B1残留を果たした。

##### 2017-18　ポストシーズン （B1残留プレーオフ）
B1残留プレーオフ1回戦は、ホーム・横浜文化体育館で西地区5位の西宮（総合順位17位）と対戦。第1戦（5月11日）は拮抗した試合になったが、横浜のミスとターンオーバーから西宮が少しずつリードを広げる展開となり、横浜も第4Qに追いすがったものの83-86で敗戦。横浜は第2・3戦の連勝以外はB2降格が確定するという崖っぷちに追い込まれた。第2戦（5月12日）も、序盤は第1戦に勝利して勢いに乗る西宮の優勢で進んだが、第2Qに横浜が攻勢に出て大量リードを奪い返した。第2戦の終盤は両チームとも第3戦を見据えてベストメンバーを温存する戦いになった事もあり、横浜は今季初の100点ゲームとなる102-81で圧勝した。特別ルールの第3戦（5月12日）は前半は西宮が優位に試合を運び、8-11の西宮リードで折り返したが、後半残り2分36秒で横浜が逆転に成功。20-18で西宮に勝利し、B1残留プレーオフ2回戦への進出が決定した。
B1残留プレーオフ2回戦は、中立地・片柳アリーナで中地区5位の富山（総合順位15位）と5月19日に対戦。観客数は満員の2887人。富山とは2016-17シーズンのB1残留プレーオフ2回戦でも対戦していたため、2季連続の顔合わせとなった。
立ち上がりから激しいディフェンスを仕掛けた富山に気負いが出たのか第1Q開始から2分弱で早くも5ファウルに達してしまう。この直後に横浜が川村、サビート、ウィリアム・マクドナルドらの連続得点により14-0のランに成功。第1クォーターは21-12で横浜がゲームの主導権を握る展開となった。第2クォーターも立ち上がりは横浜が好調でサビートのアリウープや満田のブロックショットなどのビッグプレーも決まり、徐々に富山との点差を広げていったが、終盤は富山がペースを握り返して連続得点に成功したため第2Qは20-22で富山リード。前半トータルでは41-34の横浜リードでの折り返しとなった。後半、第3Q開始からは、前クォーターからの攻勢を続ける富山がサム・ウィラードと宇都直輝を中心とした猛攻を仕掛け、本日最大となる0-17のランで逆転に成功した。横浜も点差を引き離されないために懸命の反撃を見せ、ここから一進一退の攻防が続いたが、第3Qは17-26で富山の大量リード。横浜は第1クォーターで獲得したリードを全て失いトータルでも58-60で富山が上回った。最終第4Qも富山の攻撃が好調でサム・ウィラード、宇都、大塚裕土らの得点により、残り4分10秒で62-71で富山の9点リードに広がり、残り時間が少なくなると共に横浜の形勢不利が増してゆく厳しい展開となった。しかし、この局面で満田の3Pシュート成功から流れが大きく変わり、サビート、川村、細谷の連続得点で追い上げ、残り1分46秒で満田のフリースロー成功でついに73-73の同点に追いつき、残り1分10秒でサビートのスティールが成功、川村のアシストからパーマーが3Pシュートを成功させ、ついに横浜が76-73で逆転した。ここから残り時間のポゼッションを巡って双方の選手のプレイに激しさが増し、両チーム共にファウルとフリースローが続く展開となり、残り23秒で富山のデクスター・ピットマンのフリースローが2本決まり、77-76という横浜が僅か１点でのリードで横浜のポゼッションを迎える。ここで富山はファウルゲームを選択、川村がファウルで得たフリースローを2本とも決め、残り16秒で79-76の3点差に広がる。富山はこのポゼッションで3Pシュートで同点に追いつくことに勝負を託し、大塚と宇都が連続3Pシュートを放つが、この直前に投入された高島一貴の好守備などに阻まれて両方とも失敗。大接戦の末、最終スコア79-76で横浜が勝利したことで、2018-2019シーズンにおける横浜のB1残留が決定した。

##### 2018-19　ポストシーズン（B1残留プレーオフ）
B1残留プレーオフ1回戦は、ホーム平塚総合体育館で東地区6位のレバンガ北海道（総合順位17位）と対戦。
第1戦（4月26日）は、外角からのシュート精度が上がらない横浜をデイビッド・ドブラスらインサイド陣が好調な北海道が序盤で圧倒。第2Qの6分には北海道のリードは20点に達しワンサイドに近い試合展開となった。挽回を図る横浜はブランドン・コストナーの3Pシュートが連続成功し、北海道の攻勢のリズムを崩しかけたが、直後にブランドン・コストナーは4ファウルでベンチに下がった。前半終了間際には川村のブザービート3Pシュートが決まり、横浜が10点差まで詰める形で前半を終了した。後半はブランドン・コストナーの代役になったエドワード・モリスが攻守に亘る活躍を見せ、アーサー・スティーブンソンがリバウンド奪取力で北海道をゴール下で圧倒、またここに来てやっと横浜ガード陣のシュート精度が回復し追撃態勢に入った。北海道はバイロン・ミュレンズにボールを集めてリードを守るべく対抗したが、横浜の攻勢を止められずじりじりと点差が詰まり、第3Q終了時に5点差となった。第4Qも立ち上がりからフルコートで追い上げのギアを上げる横浜に北海道は守勢一方の展開になった。北海道は引き続きバイロン・ミュレンズにボールを集めて逃げ切りを図ったが、ここまで、ほぼフル出場のミュレンズに疲れが見え始めたのか、シュート精度が目に見えて落ちたことで北海道の得点力が急失速した。残り7分13秒で横浜が同点に追つき、その後は一進一退の攻防が続いたが、勢いに勝る横浜が逆転に成功。大事な初戦を制した。
第2戦（4月27日）は立ち上がりから、両チーム外国籍インサイド同士の点の取り合いになったが、アーサー・スティーブンソンのリバウンド奪取力はこの試合でも際立っており、ゴール下での強さで大きく上回る横浜が優勢に試合を進め、前半は47-41の横浜6点リードで折り返す。第3Qの北海道はインサイドに加えて、横浜のゾーンディフェンスの弱点を突く3Pシュートによるアウトサイド攻撃が次々と決まり一気に横浜を逆転、焦りが出た横浜は大黒柱の、アーサー・スティーブンソンを4ファウルでベンチに下げたことで失い第3Qは19-27、トータルスコアで3点の北海道リードで最終第4Qに入った。第4Qは点差がなかなか縮まらないまま最終盤を迎える。北海道の２点リードでの残り4秒には、これが入れば逆転のブランドン・コストナーの3Pシュート、そのリバウンドから川村卓也が再度3Pシュートを狙ったが、いずれのシュートも外れてしまったところでタイムアップ、第2戦は僅差で北海道が制した。
特別ルールの前後半5分の第3戦は、立ち上がりから横浜のブランドン・コストナーが好調で前半5分間で8得点。後半には川村卓也、アーサー・スティーブンソンの得点で残り3分39秒で14-7の7点差まで横浜がリードを広げて試合を優位に進めた。しかし目前の勝ちを意識したのか、ここから横浜のリズムが急速に悪化し北海道の猛追を受ける。北海道は後半残り2分でデイビッド・ドブラスを退場で失い、絶体絶命のピンチに陥るが残ったバイロン・ミュレンズが奮闘を見せ、ここから0-15のランで横浜を逆転。横浜は結局、後半残り3分39秒から１点も取ることができず、14-22で北海道が勝利し、B1残留プレーオフ1回戦は北海道の勝ち抜けとなった。
例年であればこのB1残留プレーオフ1回戦で負けたチームは、その時点でB2降格であったが、この年はB1福岡がB1ライセンスを失効し、B2プレーオフでB1ライセンスを持たない信州ブレイブウォリアーズと群馬が1位、2位に入ったことでB1降格枠が1チームだけになり、前述のB1ライセンスを失効した福岡が降格確定していた事で、横浜は昇格ルールに助けられる形で、B1残留プレーオフの結果に依らずにB1残留を確定させた。

##### 2019-20　ポストシーズン（開催中止）
2020年3月27日に新型コロナウイルスの日本国内での感染拡大防止のため、Bリーグがプレーオフを含む全試合の中止を決定した。横浜はリーグ最終戦となった3月15日時点ではワイルドカード10位で残留プレーオフ圏内だったが、この決定により2019-20のポストシーズンは実施されなかった。

##### 2020-21　ポストシーズン（出場なし）
2020年4月27日に2020-21シーズンのレギュレーションが発表され、横浜が所属するB1リーグからの降格枠なしとなり、シーズン終了後の残留プレーオフは行われないことになった。また2020-21シーズンの横浜は東地区8位で、チャンピオンシップへの進出もできなかったため、このシーズンはポストシーズンへの出場がなかった。

##### 2021-22　ポストシーズン（出場なし）
2021年4月13日に2021-22シーズンのレギュレーションが発表され、横浜が所属するB1リーグからの降格枠なしとなり、シーズン終了後の残留プレーオフは行われないことになった。2021-22シーズンの横浜は東地区8位で、チャンピオンシップへの進出もできなかったため、このシーズンはポストシーズンへの出場がなかった。

##### 2022-23　ポストシーズン（チャンピオンシップ　クォーター/セミファイナル）
横浜は出場順位6位でチャンピオンシップに初進出した。
クォーターファイナルは5月14,15日に出場順位3位の川崎ブレイブサンダースとどろきアリーナで対戦した。川崎はマット・ジャニング,マイケル・ヤングジュニア、横浜は河村勇輝が怪我でベストメンバーを組めない状況での対戦となった。
GAME1の横浜の先発は赤穂雷太,チャールズ・ジャクソン,デビン・オリバー,森井健太,須藤昂矢。川崎の先発は藤井祐眞,前田悟,ニック・ファジーカス,長谷川技,ジョーダン・ヒース。1Qの出だしは川崎が11-0のランで横浜の出鼻を挫いた。横浜も怪我明けの河村勇輝の投入で立て直しを図ったが、ニック・ファジーカスとジョーダン・ヒースを中心とした川崎の攻撃を止められず29-21の川崎リードで1Qを終了した。2Qは一進一退の攻防の中で横浜の守備が機能しはじめ、川崎のフィールドゴール成功率を33%に抑えたことで21-22で横浜リード。トータルでは50-43の川崎7点リードで前半を終了した。3Qは川崎のシュート成功率は25%まで低下し16-25で横浜が9点リード。トータルでも川崎を逆転して66-68の2点リードで最終4Qを迎えた。拮抗する展開の中、川崎はファジーカスの連続ポイントなどで残り5分14秒で横浜を逆転したが、直後に森川の3ポイントシュート成功で横浜が再逆転し、残り2分での河村勇輝の3ポイントシュート成功で勝負が決した。最終スコアは86-91で横浜が先勝した。両チームの貢献度(EFF)リーダーは川崎では30得点,18リバウンド,3アシストを記録したニック・ファジーカスの+36。横浜は19得点,3リバウンド,5アシストを記録したデビン・オリバーの+26だった。
GAME2の横浜先発はGAME1と同じ、川崎はジョーダン・ヒースが怪我で不出場となったため、藤井祐眞,前田悟,ニック・ファジーカス,長谷川技,鎌田裕也でスタートした。1Qの出だしからGAME1とは逆に横浜が0-12のランで川崎を圧倒。川崎も藤井祐眞の5得点などで反撃をみせたが、1Qは15-34で横浜大量リードの展開になった。2Qはニック・ファジーカスが3ポイント 4本成功を含む20得点で追い上げを見せたが、横浜も河村勇輝、チャールズ・ジャクソンらの連続得点で点の取り合いになり、クォーターは26-23で川崎が取ったが、前半は41-57の16点差の横浜大量リードで折り返しとなった。3Qは横浜が川崎の攻撃を14点に抑えたため14-23 トータル55-80で一方的な展開となった。川崎はここまでフル出場のニック・ファジーカスをベンチに下げてスモールラインナップで最後まで懸命の追い上げを見せるが横浜が危なげなく逃げ切り、最終スコアは84-104で横浜が連勝でセミファイナル進出を決めた。両チームの貢献度(EFF)リーダーは川崎では27得点,10リバウンド,3アシストを記録したニック・ファジーカスの+31。横浜は21得点,11リバウンド,2アシストを記録したチャールズ・ジャクソンの+31だった。
セミファイナルは5月20,21日に出場順位2位の琉球ゴールデンキングスと、沖縄アリーナで対戦した。GAME1の横浜の先発は赤穂雷太,チャールズ・ジャクソン,デビン・オリバー,森井健太,須藤昂矢。琉球の先発はジョシュ・ダンカン,岸本隆一,今村 佳太,小野寺 祥太,ジャック・クーリー。
GAME1の立ち上がり、琉球はジャック・クーリーを中心としたインサイドで優位に立ち、今村佳太、松脇圭志の3ポイントシュート成功でも得点を伸ばしたのに対して、横浜は得点が伸びない。流れを変えるための河村勇輝の投入でも3ポイントシュートが0/4と決まらず20－11で琉球の9点リード。2Qは琉球の松脇、横浜の大庭がそれぞれ２本づつの3ポイントシュートを決めるなど点の取り合いになったが、48－43の琉球5点リードで試合を折り返した。3Qは横浜の守備強度が上がり、琉球の得点が止まったことで一時は同点まで持ち込んだが、琉球の松脇圭志、岸本隆一らの3ポイントシュートで横浜を再度突き放し63-59で接戦で4Qに入った。ここから琉球は一段攻守のギアを上げ、インサイドとアウトサイトの両方で横浜を圧倒し,最終スコアは86-70で琉球が勝利した。両チームの貢献度(EFF)リーダーは琉球では18得点,7リバウンド,4アシストを記録したアレン・ダーラム。横浜は25得点,10リバウンドを記録したチャールズ・ジャクソンだった。
GAME2の横浜の先発は赤穂雷太,チャールズ・ジャクソン,デビン・オリバー,河村勇輝,須藤昂矢。琉球の先発はGAME1と同じ。もう後がない横浜はCSに入って初めて負傷中の河村勇輝をスターターに起用した。3ポイントシュート中心の琉球とインサイドシュート中心の横浜という対照的な攻撃で両チームともハイペースに点を重ね、1Q終了時は22-25で横浜リード。2Qは琉球の3P攻勢に横浜の守備が対応しはじめ、琉球の3Pシュート成功率が下がり、横浜が2Q残り2分で9点リードと突き放しかけるが、2Q終盤は琉球のジョシュ・ダンカン、アレン・ダーラムの連続得点で横浜を追撃し、39-41と横浜2点リードで前半を終了した。後半は横浜はチャールズ・ジャクソン,デビン・オリバー,河村勇輝にシュートを集めて、再度突き放しにかかるが、ベンチメンバーを含め選手層が厚い琉球の後手に回る場面が増え、最終スコアは88-84で琉球の勝利。横浜の準決勝敗退が決定した。

### 全日本総合選手権 天皇杯
- 2016年(92回) - 出場権なし
- 2017年(93回) - 3次ラウンド敗退
- 2018年(94回) - 2次ラウンド 2回戦　敗退　(vs.千葉ジェッツ)
- 2019年(95回) - 2次ラウンド 1回戦　敗退　(vs.レバンガ北海道)
- 2020年(96回) - 出場権なし
- 2021年(97回) - 3次ラウンド 1回戦　敗退　(vs.香川ファイブアローズ)
- 2022年(98回) - 準決勝敗退　(vs.琉球ゴールデンキングス)

### B.LEAGUE EARLY CUP
- 2017年 - KANTO 6位(最下位)
- 2018年 - KANTO 6位(最下位)
- 2019年 - KANTO 6位(最下位)
- 2020年 - 新型コロナウィルスの感染拡大防止のため開催中止

### bjリーグ

#### リーグ戦
| 年度    | レギュラーシーズン | レギュラーシーズン | レギュラーシーズン | レギュラーシーズン | レギュラーシーズン | レギュラーシーズン | レギュラーシーズン | レギュラーシーズン | 最終結果 | HC               | 1試合平均観客数 | 備考            |
| 年度    | 勝                 | 敗                 | 勝率               | ゲーム差           | 得点               | 失点               | 得失点差           | 順位               | 最終結果 | HC               | 1試合平均観客数 | 備考            |
| ------- | ------------------ | ------------------ | ------------------ | ------------------ | ------------------ | ------------------ | ------------------ | ------------------ | -------- | ---------------- | --------------- | --------------- |
| 2011-12 | 31                 | 21                 | .596               | 6.0                | 75.1               | 72.8               | +2.3               | 東2位              | 3位      | レジー・ゲーリー | 1,050人         | ファイナル4出場 |
| 2012-13 | 35                 | 17                 | .673               | 1.0                | 82.8               | 74.5               | +8.3               | 東2位              | 優勝     | レジー・ゲーリー | 1,203人         |                 |
| 2013-14 | 24                 | 28                 | .462               | 18.0(3.0)          | 76.4               | 76.5               | -0.1               | 東7位              | 13位     | 勝久マイケル     | 1,268人         |                 |
| 2014-15 | 18                 | 34                 | .346               | 23.0(1.0)          |                    |                    |                    | 東10位             | 17位     | 勝久マイケル     | 1,439人         |                 |
| 2015-16 | 19                 | 33                 | .365               |                    |                    |                    |                    | 東10位             | 位       | 勝久マイケル     | 1,824人         |                 |

ゲーム差は()外は1位、()内はプレイオフ圏との差をそれぞれ表している

### ABAクラブチャンピオンシップ
- 2011年 - 4位(最下位)

#### 個人別タイトル
| タイトル                            | シーズン             | 受賞者                 |
| ----------------------------------- | -------------------- | ---------------------- |
| bjリーグ 最優秀コーチ               | 2011-2012            | レジー・ゲーリー       |
| bjリーグ レギュラーシーズンMVP      | 2011-2012            | ジャスティン・バーレル |
| bjリーグ プレーオフMVP              | 2012-2013            | 蒲谷正之               |
| bjリーグ ベスト5                    | 2011-2012 フォワード | ジャスティン・バーレル |
| bjリーグ ベスト5                    | 2012-2013 ガード     | ドゥレイロン・バーンズ |
| bjリーグ 3ポイントシュート成功率1位 | 2012-2013            | 蒲谷正之               |

### 主な記録

#### 個人
| 記録                                | 記録者(bjリーグ時代)                                        | 記録者(Bリーグ時代) |
| ----------------------------------- | ----------------------------------------------------------- | --- |
| 最年少試合出場                      | ＃32 前田陽介 （23歳）                                      | ＃4 ジェイコブス晶 (17歳7カ月0日) 2021年11月13日 宇都宮戦） |
| 最年長試合出場                      | ＃33 青木勇人 （38歳）                                      | ＃25 竹田謙（42歳）2021年5月5日 A東京戦） |
| 1試合最長プレイタイム               |                                                             | #42 ジェイソン・ウォッシュバーン /44分45秒 （2019年10月23日 新潟戦） |
| 1試合最多得点                       | ＃24 ジャスティン・バーレル/38得点（2011年12月28日 富山戦） | ＃0 細谷将司/39得点（2016年10月9日 三遠戦） ＃34 ブランドン・コストナー/39得点（2019年1月5日 名古屋D戦） |
| 1試合最多フリースロー成功数         |                                                             | ＃12 ジャボン・マックレア /9本 （2018年11月7日 渋谷戦）＃1 川村卓也 /9本 （2017年12月11日 栃木戦）＃34 ハシーム・サビート /9本 （2018年4月21日 京都戦）＃34 ブランドン・コストナー /9本 （2018年12月26日 京都戦） |
| 1試合最多アシスト                   | ＃13 山田謙治                                               | 河村勇輝/17アシスト （2022年4月17日 茨城戦） |
| 1試合最多ブロックショット           |                                                             | #34 ハシーム・サビート /8本（2017年12月2日 琉球戦） |
| 1試合最多スティール                 |                                                             | ＃4 ジェフリー・パーマー /7本 （2017年12月23日 北海道戦） ＃12 ジャボン・マックレア /7本 （2018年11月7日 三遠戦）                                                                                                 |
| 1試合最多リバウンド                 |                                                             | ＃33 レジナルド・ベクトン /22本 （2019年10月7日 北海道戦） |
| 1試合最多オフェンスリバウンド       |                                                             | ＃33 アーサー・スティーブンソン /12本 （2018年12月12日 富山戦） |
| 1試合最多ディフェンスリバウンド     |                                                             | ＃33 アーサー・スティーブンソン /14本 （2018年12月16日 大阪戦） レジナルド・ベクトン /14本 （2021年4月7日 北海道戦）                                                                                              |
| 通算最多得点                        | ＃24 ジャスティン・バーレル                                 | ＃1 川村卓也 2016-2019 2490pts |
| シーズン最多得点                    | ＃24 ジャスティン・バーレル                                 | ＃1 川村卓也 2016-2019 921pts (1試合平均 15.6pts) |
| シーズン最高3ポイントシュート成功率 | ＃73 蒲谷正之 （43.4%）2012-13                              | パトリック・アウダ （39.6%）2020-21シーズン |
| シーズン最高2ポイントシュート成功率 | ＃2 ドゥレイロン・バーンズ （55.4％）                       | パトリック・アウダ (57.9%) 2020-21シーズン |
| シーズン最高フリースロー成功率      | ＃3 蒲谷正之 （83.4％）                                     | ＃0 細谷 将司 （85.7％） 2017-18シーズン |
| 最年少得点                          | ＃24 ジャスティン・バーレル                                 | ＃4 ジェイコブス晶 (17歳9カ月20日) 2022年2月2日 渋谷戦） |
| 最年長得点                          | ＃33 青木勇人                                               | ＃25 竹田謙（42歳）2021年5月5日 A東京戦） |

#### チーム
| 記録           | bjリーグ時代(2012-2016)                                            | Bリーグ時代(2016-) |
| -------------- | ------------------------------------------------------------------ | --- |
| 1試合最多得点  | 124得点 (2013年4月28日 埼玉ブロンコス戦)                           | 107得点 (2022年4月17日 茨城ロボッツ戦) |
| 1試合最多失点  | 99失点 (2013年4月28日 埼玉ブロンコス戦)                            | 114失点 (2018年1月21日 千葉ジェッツ戦) (120失点 2018年12月2日 天皇杯2次ラウンド 2回戦 千葉ジェッツ戦) |
| 最多得点差勝利 |                                                                    | 31点差 76-45 (2017年9月30日 滋賀レイクスターズ戦) |
| 最多得点差敗戦 |                                                                    | 41点差 83-42 (2018年12月30日 琉球ゴールデンキングス戦) 55-96 (2021年2月10日 富山グラウジーズ戦) 60-101（2024年12月8日 宇都宮ブレックス戦） (60点差 2018年12月2日 天皇杯2次ラウンド 2回戦 千葉ジェッツ戦) |
| 1試合最少得点  | 58得点 (2013年3月3日 琉球ゴールデンキングス戦)                     | 42得点 (2018年12月30日 琉球ゴールデンキングス戦) |
| 1試合最少失点  | 50失点 (2012年3月10日 京都ハンナリーズ戦)                          | 45失点 (2017年9月30日 滋賀レイクスターズ戦) |
| 最多連勝       | 9連勝 2回(2012年3月25日-2012年4月29日、2012年12月8日-2013年1月5日) | 5連勝(2022年12月18日-2022年12月30日) |
| 最多連敗       | 10連敗                                                             | 13連敗(2019年3月23日(栃木戦)-4月21日(富山戦)) |

## 選手とスタッフ

### 歴代球団代表
1. 廣田和生(2010-13)
2. 植田哲也(2013-15)
3. 岡本尚博(2015-19)
4. 植田哲也(2019-21)
5. 白井英介(2021-)

### 歴代GM
1. 小川直樹(2010-17)
2. 河内敏光(2018-20)
3. 植田哲也(2020-21)
4. 竹田謙(2021-)

### 歴代ヘッドコーチ
1. レジー・ゲーリー(2011-13)
2. 勝久マイケル(2013-15)
3. 青木勇人(2015-17)
4. 尺野将太(2017)
5. 古田悟(2017)
6. 尺野将太(2017-18)
7. トーマス・ウィスマン(2018-20)
8. 福田将吾(2020)
9. カイル・ミリング(2020-21)
10. 青木勇人(2021-)

### 歴代キャプテン
1. 蒲谷正之(2011-14)
2. 山田謙治(2014-17)
3. 湊谷安玲久司朱(2017-19)[注 1]
4. 細谷将司(2018-19)[注 1]
5. 田渡凌(2019-20)
6. 生原秀将(2020-22)
7. 森井健太(2022-)